# 奈良市
奈良市（日语：／ Nara shi */?）是位於日本奈良縣北部的城市，是奈良縣最大的城市，也是奈良县縣政府所在地，現為中核市。主要市區位於轄區的西部，此區域也位於奈良盆地之內，東部屬於大和高原。西部由於距離大阪市市區僅約20公里，加上鐵路交通便利，因此也被歸類為大阪市的衛星城市。由於奈良市為奈良縣縣政府所在地，中央政府機關和大型企業在此多設有據點，並集中在近鐵奈良車站和新大宮車站周邊。
與其他地方相比，奈良縣的工商業並不發達，主要仰賴觀光產業。由於本地在8世紀的時候曾是日本奈良時代的首都平城京所在地，並在此發展出天平文化，至今仍保留了許多當時的文化遺產，也因此成為著名的国际观光城市。
在2017年每年約有1,600萬觀光客到奈良市旅遊，但由於近年奈良的觀光旅遊行程多成為相鄰的京都市和大阪市旅遊行程的一部分，觀光客多會住在京都或大阪，再以當日往返的形式來奈良觀光，因此奈良轄內的旅館住宿率並不高，僅約10%的觀光客會住在奈良。

## 歷史

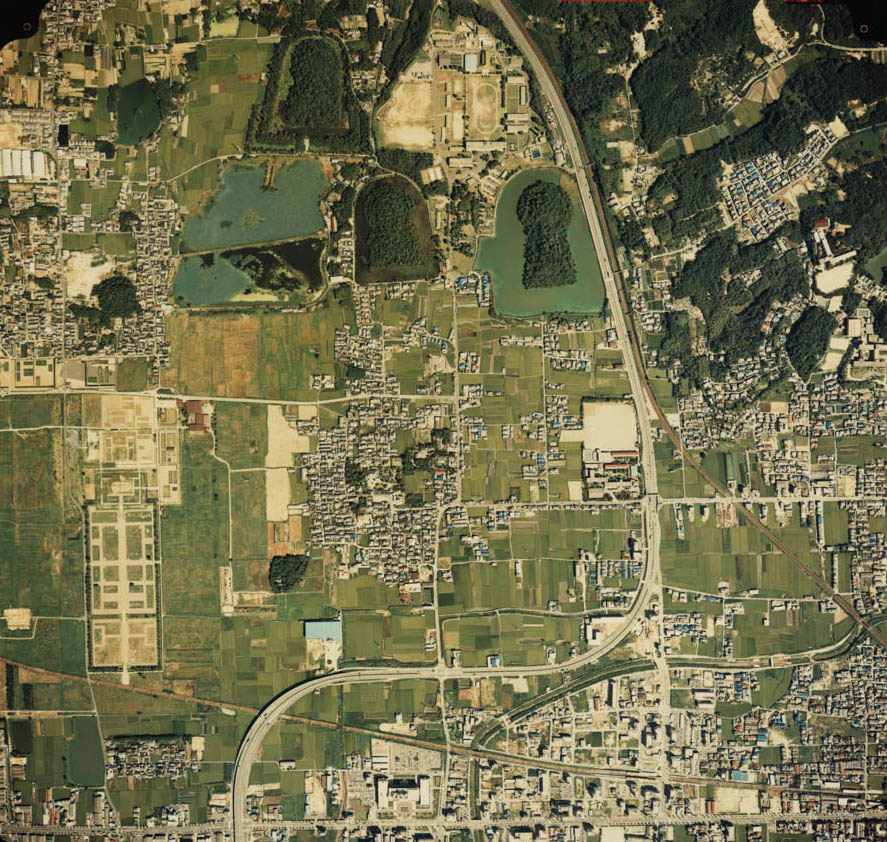
在空拍圖中，可以在市區北側可以看到多個古墳，西側則為平城京的平城宮遺址

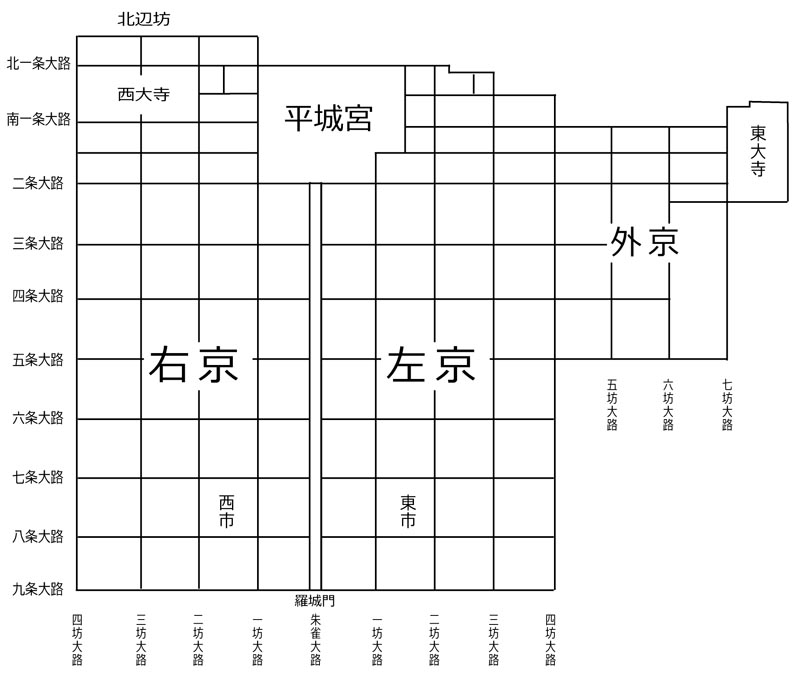
平城京街道圖

在古代這片區域最初被稱為。由於現在市中心這一帶為平坦地形，被稱為，後來便以作為地名；現在的漢字表記為「奈良」，不過在過去的文獻中也寫作讀法都是「なら/Nara」的「那羅」、「寧樂」、「平城」。
現在的奈良市轄區在在令制國時代屬於大和國，主要市區及大部分區域在當時屬於添上郡，市區西部屬於添下郡，東南部山區屬於山邊郡。
在4世紀至5世紀期間，在現今奈良市市區西側已陸續完成多個古墳，形成現今的佐紀盾列古墳群。
710年，元明天皇將首都自藤原京（位於現在的奈良縣橿原市）向北遷至平城京，平城京即位於現今奈良市市區，當時規模東西約6.3公里，南北約4.7公里。此後長達七十多年期間一直都是日本的政治中心，人口最多曾達10萬，這段時期在歷史上也被稱為奈良時代，也由於這一時日本期朝廷多次派出遣唐使，從唐朝帶來了各種來自中國大陸的文物，大和文化和唐文化融合成了富有特色的日式「天平文化」。
784年日本首都遷至長岡京（位於現在的京都府向日市、長岡京市、京都市交界處），此地仍留下了東大寺、藥師寺、興福寺等奈良時代佛教興盛其所見的寺廟，仍維持一定程度的繁榮，因此也被稱作「南都」。初期各寺院由於擁有龐大的莊園領地，此地長期由寺院勢力所掌控，一直到12世紀後，周邊的武士勢力逐漸擴張到此，甚至與寺院間發生過多次戰爭，包括南都燒討、東大寺大佛殿之戰，至戰國時代逐漸被武士勢力所掌控。
戰國時代後期，掌握了畿內一帶的松永久秀在奈良一度建立了多聞山城以控制周邊區域，1575年塙直政成為大和守護後，一度成為其居城；但1576年塙直政戰死後，多聞山城也隨之遭到廢棄。
江戶時代後，幕府將此劃為直屬領地，在此設立了奈良奉行，現在市區的奈良町地區即從這時期開始發展而成；此外，在現在奈良市轄區的南部和東北部也有部分區域屬於津藩和柳生藩。
19世紀明治維新後，現在的奈良市轄區曾先後隸屬奈良縣、堺縣、大阪府，直到1887年重新設立了奈良縣，才恢復隸屬奈良縣轄下。1889年日本實施町村制，現在的奈良市轄區在當時分屬：奈良町、佐保村、大安寺村、辰市村、五村、帶解村、明治村、東市村、田原村、月瀨村、柳生村、大柳生村、東里村、狹川村、富雄村、平城村、伏見村、都跡村、針別所村、都介野村共20個行政區劃；1898年奈良町改制升格為為奈良市，此後在1920年代至1950年代期間，陸續併入了周邊的行政區劃，構成了現今奈良市主要市區的區域。
在20世紀中葉的太平洋戰爭期間，奈良市和日本其他城市相比，並未受到大規模空襲破壞，因此許多歷史文化遺產得以被保留至今。
2002年奈良市成為中核市，2005年再併入了位於東部山區的都祁村和月瀨村。
2022年7月8日，日本前首相安倍晉三位于大和西大寺站在當地舉行選舉演講時遭遇槍擊身亡，終年67歲。

## 氣候
轄區內兼具瀨戶內海式氣候和內陸性氣候的特性，主要市區又因位於盆地中，冬夏氣温差異極大，夏天炎熱，冬天寒冷。
| 奈良地方氣象台（1981-2010） | 奈良地方氣象台（1981-2010） | 奈良地方氣象台（1981-2010） | 奈良地方氣象台（1981-2010） | 奈良地方氣象台（1981-2010） | 奈良地方氣象台（1981-2010） | 奈良地方氣象台（1981-2010） | 奈良地方氣象台（1981-2010） | 奈良地方氣象台（1981-2010） | 奈良地方氣象台（1981-2010） | 奈良地方氣象台（1981-2010） | 奈良地方氣象台（1981-2010） | 奈良地方氣象台（1981-2010） | 奈良地方氣象台（1981-2010） |
| 月份                        | 1月                         | 2月                         | 3月                         | 4月                         | 5月                         | 6月                         | 7月                         | 8月                         | 9月                         | 10月                        | 11月                        | 12月                        | 全年                        |
| --------------------------- | --------------------------- | --------------------------- | --------------------------- | --------------------------- | --------------------------- | --------------------------- | --------------------------- | --------------------------- | --------------------------- | --------------------------- | --------------------------- | --------------------------- | --------------------------- |
| 历史最高温 °C（°F）         | 18.9 (66.0)                 | 23.9 (75.0)                 | 25.9 (78.6)                 | 30.5 (86.9)                 | 33.6 (92.5)                 | 36.5 (97.7)                 | 38.1 (100.6)                | 39.3 (102.7)                | 36.9 (98.4)                 | 32.0 (89.6)                 | 26.8 (80.2)                 | 24.9 (76.8)                 | 39.3 (102.7)                |
| 平均高温 °C（°F）           | 8.7 (47.7)                  | 9.6 (49.3)                  | 13.4 (56.1)                 | 19.8 (67.6)                 | 24.1 (75.4)                 | 27.2 (81.0)                 | 30.8 (87.4)                 | 32.6 (90.7)                 | 28.2 (82.8)                 | 22.2 (72.0)                 | 16.5 (61.7)                 | 11.4 (52.5)                 | 20.4 (68.7)                 |
| 平均低温 °C（°F）           | −0.2 (31.6)                 | −0.1 (31.8)                 | 2.3 (36.1)                  | 7.4 (45.3)                  | 12.5 (54.5)                 | 17.5 (63.5)                 | 21.8 (71.2)                 | 22.6 (72.7)                 | 18.8 (65.8)                 | 12.1 (53.8)                 | 6.4 (43.5)                  | 1.9 (35.4)                  | 10.3 (50.5)                 |
| 历史最低温 °C（°F）         | −7 (19)                     | −7.8 (18.0)                 | −5 (23)                     | −2.4 (27.7)                 | 1.4 (34.5)                  | 7.3 (45.1)                  | 12.2 (54.0)                 | 12.8 (55.0)                 | 7.7 (45.9)                  | 2.3 (36.1)                  | −2.6 (27.3)                 | −6.6 (20.1)                 | −7.8 (18.0)                 |
| 平均降水量 mm（）           | 49.6 (1.95)                 | 63.3 (2.49)                 | 103.2 (4.06)                | 97.7 (3.85)                 | 143.5 (5.65)                | 188.8 (7.43)                | 165.1 (6.50)                | 111.8 (4.40)                | 163.3 (6.43)                | 111.1 (4.37)                | 74.1 (2.92)                 | 47.3 (1.86)                 | 1,316 (51.81)               |
| 平均降雪量 cm（）           | 2 (0.8)                     | 4 (1.6)                     | 1 (0.4)                     | 0 (0)                       | —                           | —                           | —                           | —                           | —                           | —                           | 0 (0)                       | 1 (0.4)                     | 8 (3.1)                     |
| 平均降水天数                | 7.9                         | 7.9                         | 12.3                        | 10.6                        | 11.3                        | 12.9                        | 11.8                        | 8.6                         | 11.5                        | 9.8                         | 8.3                         | 7.7                         | 120.6                       |
| 月均日照時數                | 116.7                       | 115.5                       | 147.4                       | 180.3                       | 184.8                       | 143.5                       | 162.7                       | 205.4                       | 150.3                       | 154.5                       | 134.5                       | 127.3                       | 1,823                       |
| 来源：日本氣象廳            |                             |                             |                             |                             |                             |                             |                             |                             |                             |                             |                             |                             |                             |

氣溫紀錄
- 氣温：最高39.3℃（1994年8月8日）、最低-7.8℃（1977年2月16日）
- 最大降雨量：182.3mm（1959年8月13日）
- 最大瞬間風速：47.2m/s（1979年9月30日）
- 最深積雪：21cm（1990年2月1日）
- 夏日最長天數：153天（1994年）
- 真夏日最多天數：85天（1994年）
- 酷暑日最多天數：30天（2010年）
- 熱帶夜最多天數：13天（1994年）
- 冬日最長天數：90天（1984年）

## 人口
在2010年日本國勢調查中，與2005年相比，人口成長率為-0.97%，在奈良縣的39個行政區劃中排名第8名。
| 奈良市人口分布圖 |                                               |  |
| 奈良市與日本全國年齡別人口分布比較圖 （2005年資料） | 奈良市的年齡、男女別人口分布圖 （2005年資料） |  |
| ■紫色是奈良市 ■綠色是全国 | ■藍色是男性 ■紅色是女性                       |  |
| 奈良市人口變化 \| 1970年 \| 215,642人 \| \| \| 1975年 \| 265,040人 \| \| \| 1980年 \| 305,614人 \| \| \| 1985年 \| 335,468人 \| \| \| 1990年 \| 357,178人 \| \| \| 1995年 \| 368,039人 \| \| \| 2000年 \| 374,944人 \| \| \| 2005年 \| 370,102人 \| \| \| 2010年 \| 366,591人 \| \| \| 2015年 \| 360,310人 \| \| \| 2020年 \| 354,630人 \| \| |                                               |  |
| 資料來源：日本總務省統計中心提供之人口普查數據 |                                               |  |
| 1970年 | 215,642人                                     |  |
| 1975年 | 265,040人                                     |  |
| 1980年 | 305,614人                                     |  |
| 1985年 | 335,468人                                     |  |
| 1990年 | 357,178人                                     |  |
| 1995年 | 368,039人                                     |  |
| 2000年 | 374,944人                                     |  |
| 2005年 | 370,102人                                     |  |
| 2010年 | 366,591人                                     |  |
| 2015年 | 360,310人                                     |  |
| 2020年 | 354,630人                                     |  |

### 變遷表
| 1889年4月1日 | 1889年 - 1912年     | 1912年 - 1944年            | 1945年 - 1954年            | 1955年 - 1989年           | 1989年 - 現在           | 現在   |
| ------------ | ------------------- | -------------------------- | -------------------------- | ------------------------- | ----------------------- | ------ |
| 富雄村       | 富雄村              | 富雄村                     | 1953年4月1日 富雄町        | 1955年3月15日 併入奈良市  | 奈良市                  | 奈良市 |
| 伏見村       | 伏見村              | 伏見村                     | 1950年7月1日 伏見町        | 1955年3月15日 併入奈良市  | 奈良市                  | 奈良市 |
| 平城村       | 平城村              | 平城村                     | 1951年4月1日 併入奈良市    | 奈良市                    | 奈良市                  | 奈良市 |
| 都跡村       | 都跡村              | 1940年11月3日 併入奈良市   | 奈良市                     | 奈良市                    | 奈良市                  | 奈良市 |
| 奈良町       | 1898年2月1日 奈良市 | 1898年2月1日 奈良市        | 奈良市                     | 奈良市                    | 奈良市                  | 奈良市 |
| 佐保村       | 佐保村              | 1923年4月1日 併入奈良市    | 奈良市                     | 奈良市                    | 奈良市                  | 奈良市 |
| 大安寺村     | 大安寺村            | 大安寺村                   | 1951年4月1日 併入奈良市    | 奈良市                    | 奈良市                  | 奈良市 |
| 東市村       |                     |                            | 1951年4月1日 併入奈良市    | 奈良市                    | 奈良市                  | 奈良市 |
| 帶解村       | 帶解村              | 1927年11月3日 改制為帶解町 | 1927年11月3日 改制為帶解町 | 1955年3月15日 併入奈良市  | 奈良市                  | 奈良市 |
| 明治村       |                     |                            |                            | 1955年3月15日 併入奈良市  | 奈良市                  | 奈良市 |
| 五村         |                     |                            |                            | 1955年3月15日 併入奈良市  | 奈良市                  | 奈良市 |
| 辰市村       |                     |                            |                            | 1955年3月15日 併入奈良市  | 奈良市                  | 奈良市 |
| 田原村       | 田原村              | 田原村                     | 田原村                     | 1957年9月1日 併入奈良市   | 奈良市                  | 奈良市 |
| 大柳生村     |                     |                            |                            | 1957年9月1日 併入奈良市   | 奈良市                  | 奈良市 |
| 柳生村       |                     |                            |                            | 1957年9月1日 併入奈良市   | 奈良市                  | 奈良市 |
| 東里村       |                     |                            |                            | 1957年9月1日 併入奈良市   | 奈良市                  | 奈良市 |
| 狹川村       |                     |                            |                            | 1957年9月1日 併入奈良市   | 奈良市                  | 奈良市 |
| 月瀨村       | 月瀨村              | 月瀨村                     | 月瀨村                     | 月瀨村                    | 2005年4月1日 併入奈良市 | 奈良市 |
| 針別所村     | 針別所村            | 針別所村                   | 針別所村                   | 1955年1月1日 合併為都祁村 | 2005年4月1日 併入奈良市 | 奈良市 |
| 都介野村     |                     |                            |                            | 1955年1月1日 合併為都祁村 | 2005年4月1日 併入奈良市 | 奈良市 |

## 行政

### 歷任市長
| 任 | 姓名       | 上任日期       | 卸任日期       | 備註                                               |
| -- | ---------- | -------------- | -------------- | -------------------------------------------------- |
| 1  | 安元彥助   | 1898年2月1日   | 1898年4月22日  |                                                    |
| 2  | 桐島祥陽   | 1898年4月23日  | 1898年7月18日  |                                                    |
| 3  | 大森吉兵衛 | 1898年9月2日   | 1902年1月13日  |                                                    |
| 4  | 李田登太   | 1902年4月9日   | 1905年3月16日  |                                                    |
| 5  | 松井元淳   | 1905年4月29日  | 1908年2月20日  |                                                    |
| 6  | 木本源吉   | 1908年4月2日   | 1911年10月13日 |                                                    |
| 7  | 西庄久和     | 1911年11月22日 | 1919年5月26日  |                                                    |
| 8  | 佐川福太郎 | 1919年7月22日  | 1925年3月10日  |                                                    |
| 9  | 大國弘吉   | 1925年8月12日  | 1929年8月11日  |                                                    |
| 10 | 森田宇三郎 | 1929年8月29日  | 1933年8月28日  |                                                    |
| 11 | 石原善三郎 | 1933年9月25日  | 1937年9月24日  |                                                    |
| 12 | 松井貞太郎 | 1937年10月8日  | 1939年10月9日  |                                                    |
| 13 | 瀧清麻吉   | 1939年10月14日 | 1945年12月10日 | 曾擔任助役（相當於副市長）                         |
| 14 | 石川清藏   | 1946年6月24日  | 1946年11月16日 | 曾擔任助役                                         |
| 15 | 片岡安太郎 | 1947年4月6日   | 1951年4月5日   | 曾擔任助役                                         |
| 16 | 高椋正次   | 1951年4月24日  | 1967年4月30日  |                                                    |
| 17 | 鍵田忠三郎 | 1967年5月1日   | 1980年9月6日   |                                                    |
| 18 | 木山弘     | 1980年9月28日  | 1984年9月27日  | 曾擔任收入役（市政財務負責人）、助役               |
| 19 | 西田榮三   | 1984年9月28日  | 1992年9月27日  | 曾擔任助役                                         |
| 20 | 大川靖則   | 1992年9月28日  | 2004年9月27日  | 曾擔任收入役、助役                                 |
| 21 | 鍵田忠兵衛 | 2004年9月28日  | 2005年7月13日  | 前市長鍵田忠三郎之子、任內因醜聞辭職後再選未能選上 |
| 22 | 藤原昭     | 2005年7月31日  | 2009年7月30日  |                                                    |
| 23 | 仲川元庸   | 2009年7月31日  | 現任           |                                                    |

### 中央政府機關
- 宫内厅　正倉院事務所
- 總務省　奈良行政評價事務所
- 法務省　奈良地方法務局、奈良保護觀察所（日语：保護観察所）、奈良公安事務所、奈良少年刑務所、奈良少年院、奈良少年鑑別所（日语：少年鑑別所）、奈良地方檢察聽（日语：奈良地方検察庁）
- 財務省　近畿財務局奈良財務事務所、奈良税務署
- 文部科學省　奈良文化財研究所、奈良国立博物館
- 厚生勞動省　奈良勞動局・奈良勞動基準監督署
  - 日本年金機構（日语：日本年金機構）　奈良年金事務所
- 国土交通省　奈良国道事務所、奈良地方気象台
- 防衛省　自衛隊奈良地方協力本部（日语：自衛隊奈良地方協力本部）、航空自衛隊奈良基地（日语：奈良基地）（航空自衛隊幹部候補生學校（日语：航空自衛隊幹部候補生学校））
- 地方裁判所、家庭裁判所及簡易裁判所合同廳舍
  - 奈良地方裁判所（日语：奈良地方裁判所）
  - 奈良家庭裁判所（日语：奈良家庭裁判所）
  - 奈良簡易裁判所（日语：奈良簡易裁判所）

## 交通

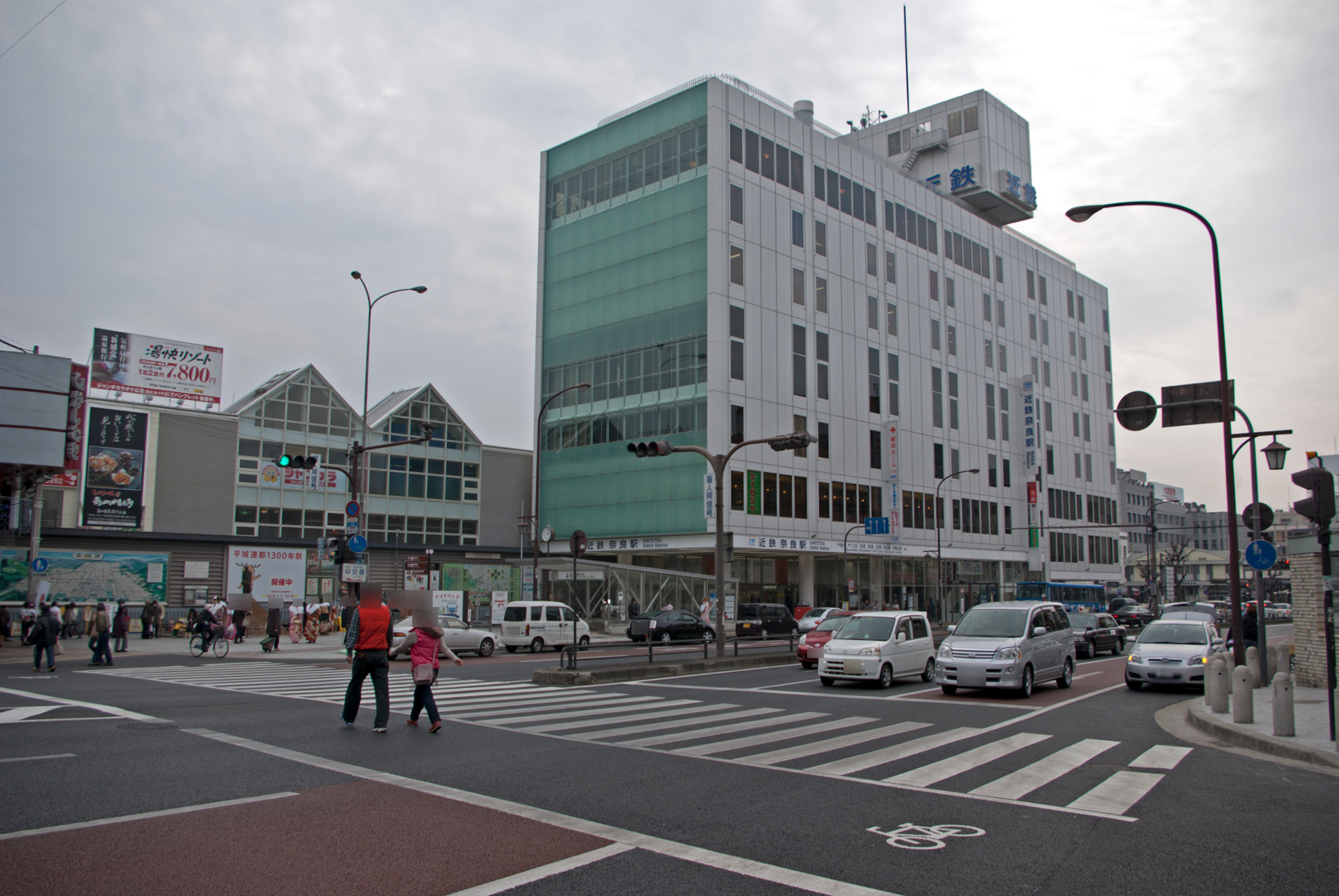
近鐵奈良車站

奈良市區內由於有大量歷史文化資源，街道較為狹小，市內主要客運由奈良交通所經營。西日本旅客鐵道的鐵路路線關西本線（大和路線）和櫻井線以南北向穿過主要市區，往北可通往京都市市區；而位於市區西側的新興住宅區則仰賴近畿日本鐵道的鐵路網，除了一樣有往北前往京都的京都線，還有可直接往西前往大阪市市區的奈良線，從市內前往大阪或京都约需30分鐘車程，也因此近畿日本鐵道的近鐵奈良車站也成為奈良市中心的主要車站。
整個奈良市轄區的快速道路僅有第二阪奈道路，可藉此道路往西接入大阪周邊的高速公路網。
奈良市境內並沒有機場，與关西国际机场之間約有1小时30分的車程距離。

### 鐵路
- 西日本旅客鐵道
  - 關西本線（大和路線）：（←木津川市） - 平城山車站 - 奈良車站 - （大和郡山市→）
  - 櫻井線：奈良車站 - 京終車站 - 帶解車站 - （天理市→）
- 近畿日本鐵道
  - 奈良線：（←生駒市） - 富雄車站 - 學園前車站 - 菖蒲池車站 - 大和西大寺車站 - 新大宮車站 - 近鐵奈良車站
  - 京都線：（←木津川市） - 高之原車站 - 平城車站（日语：平城駅） - 大和西大寺車站
  - 橿原線：大和西大寺車站 - 尼辻車站 - 西之京車站 - （大和郡山市→）
  - 京阪奈線：（←生駒市） - 學研奈良登美丘車站

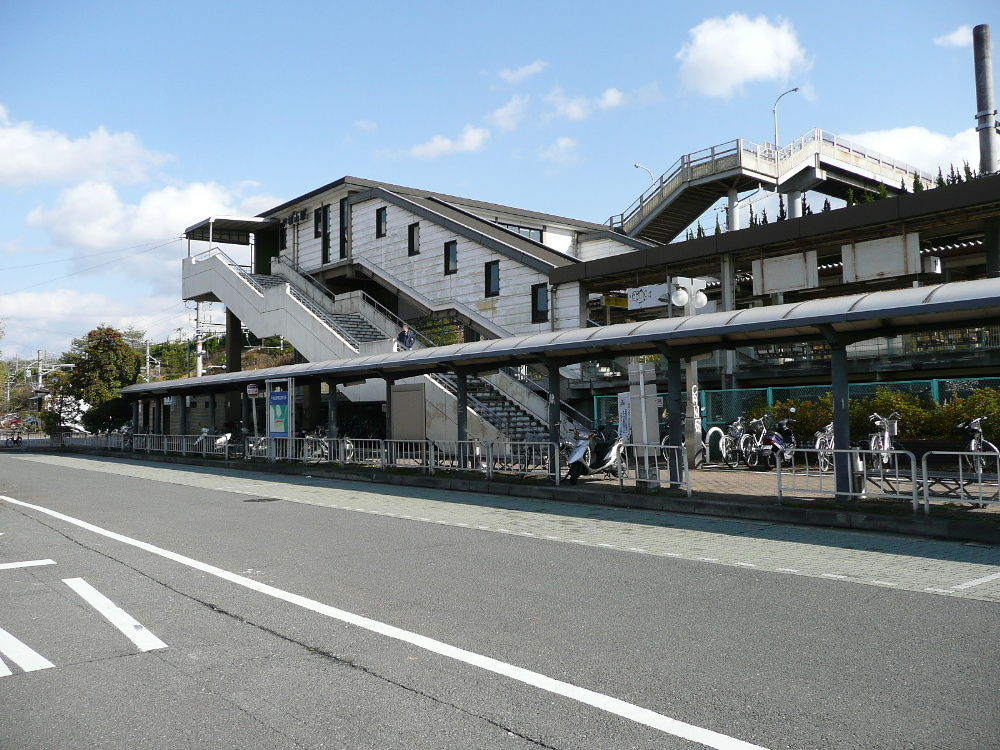
平城山車站
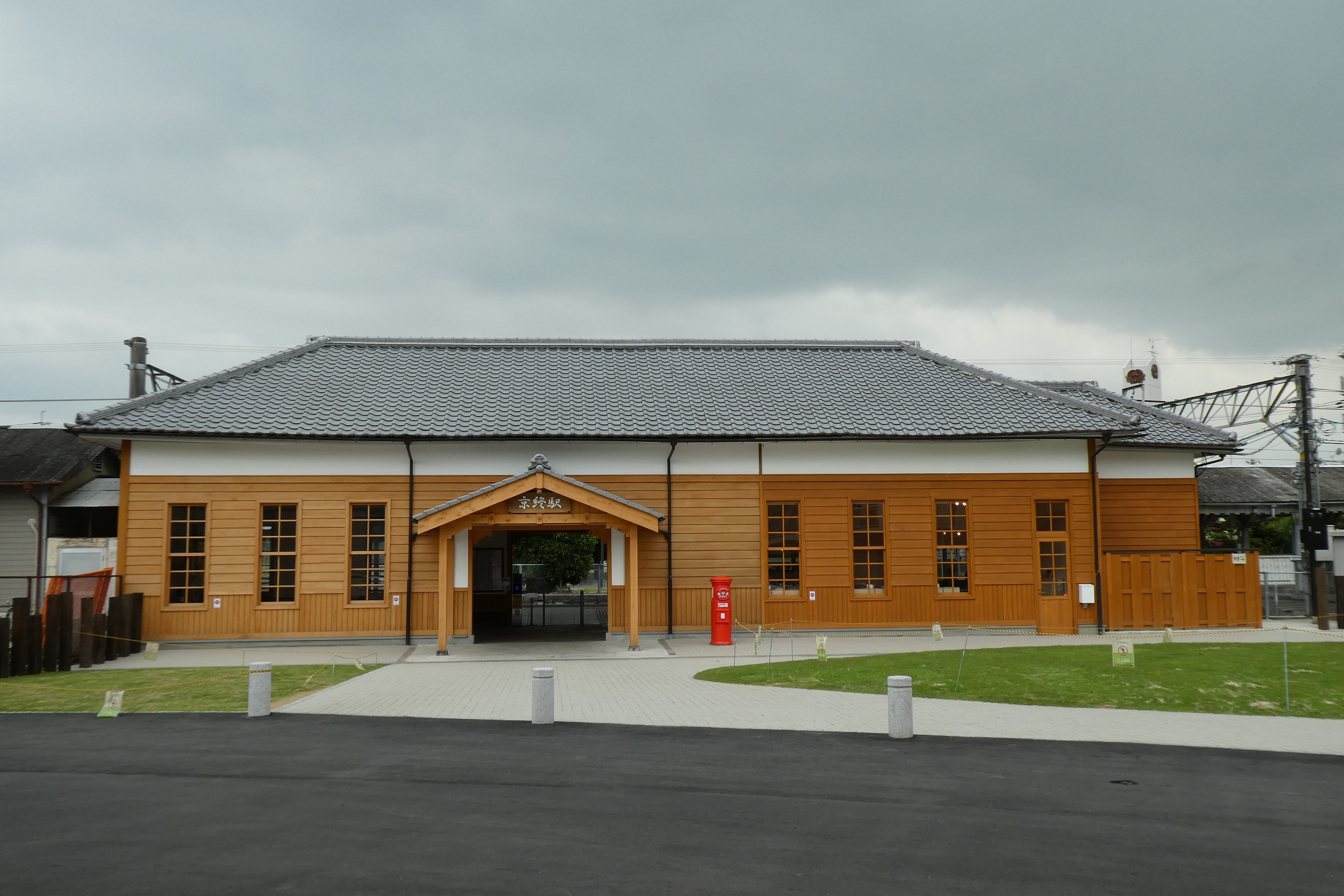
京終車站
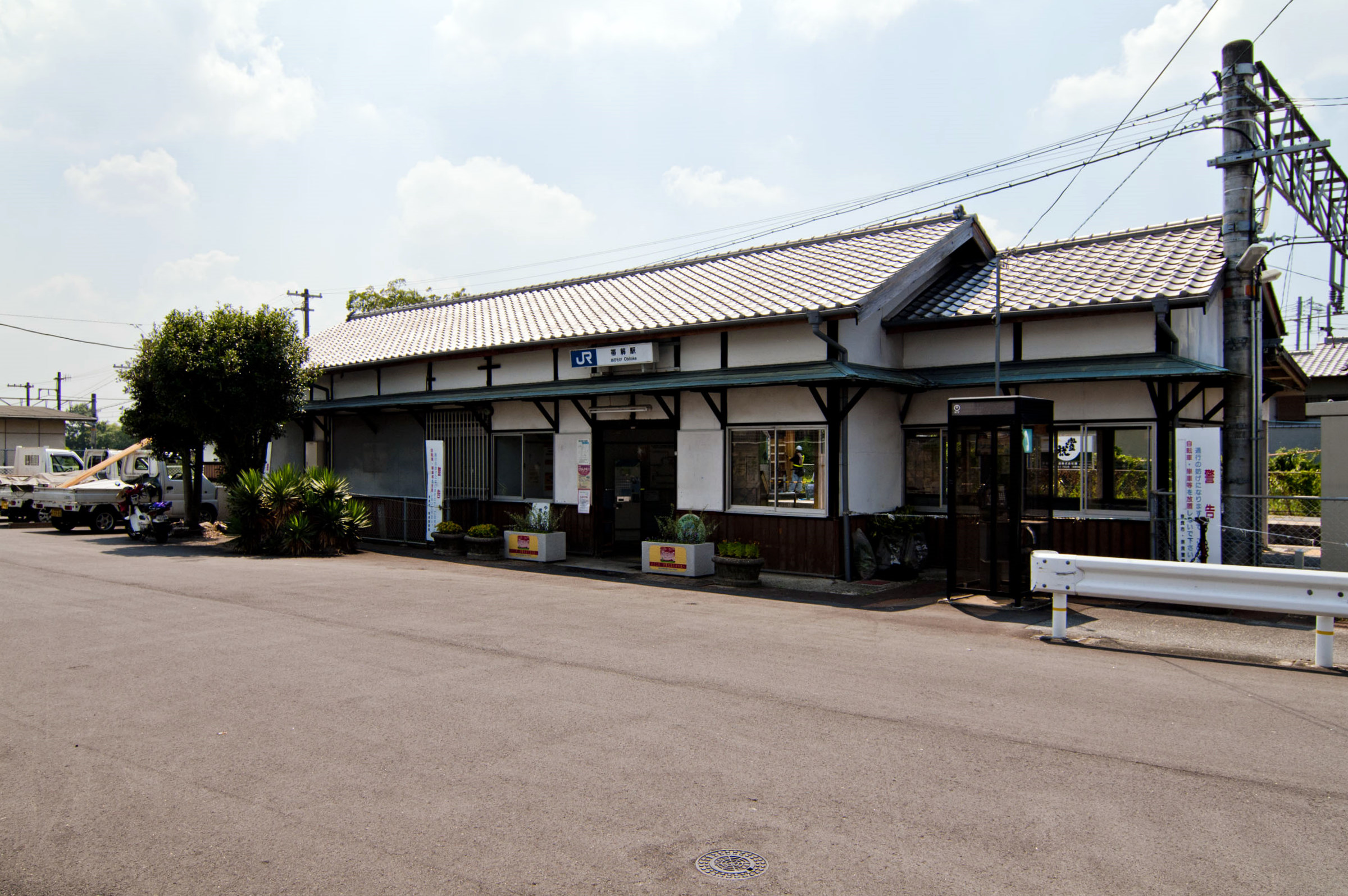
帶解車站
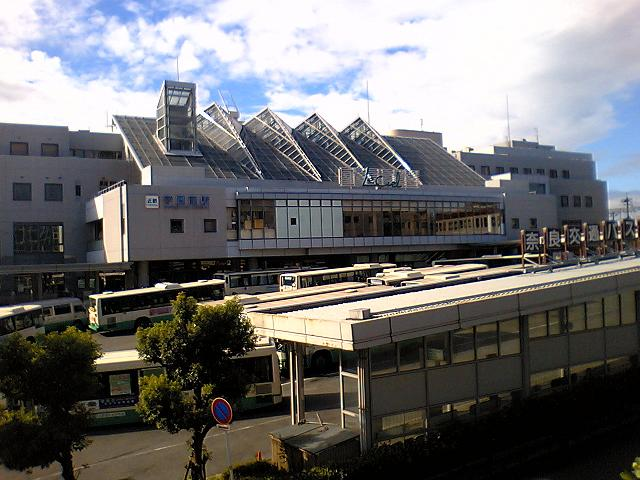
學園前車站
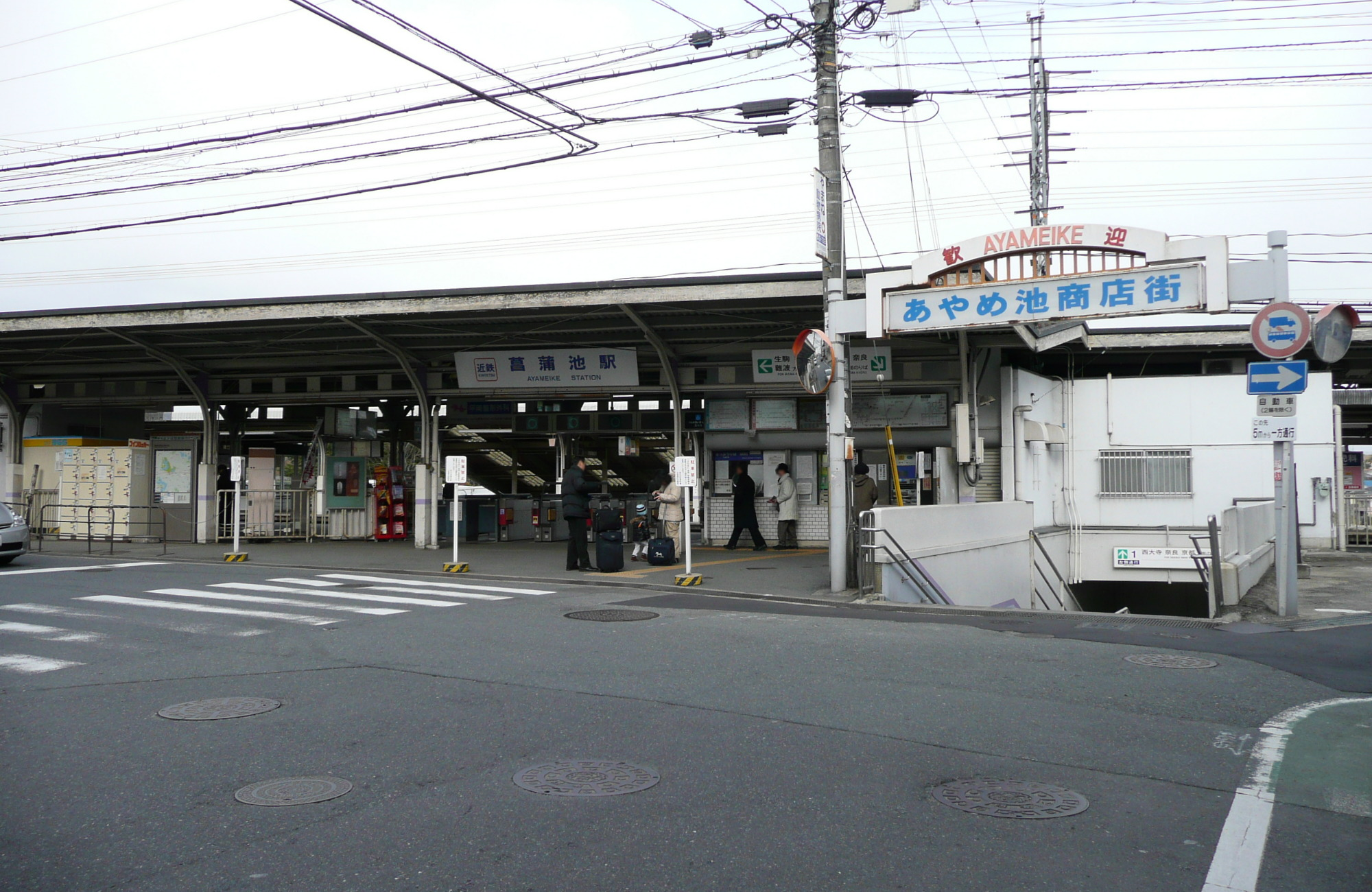
菖蒲池車站
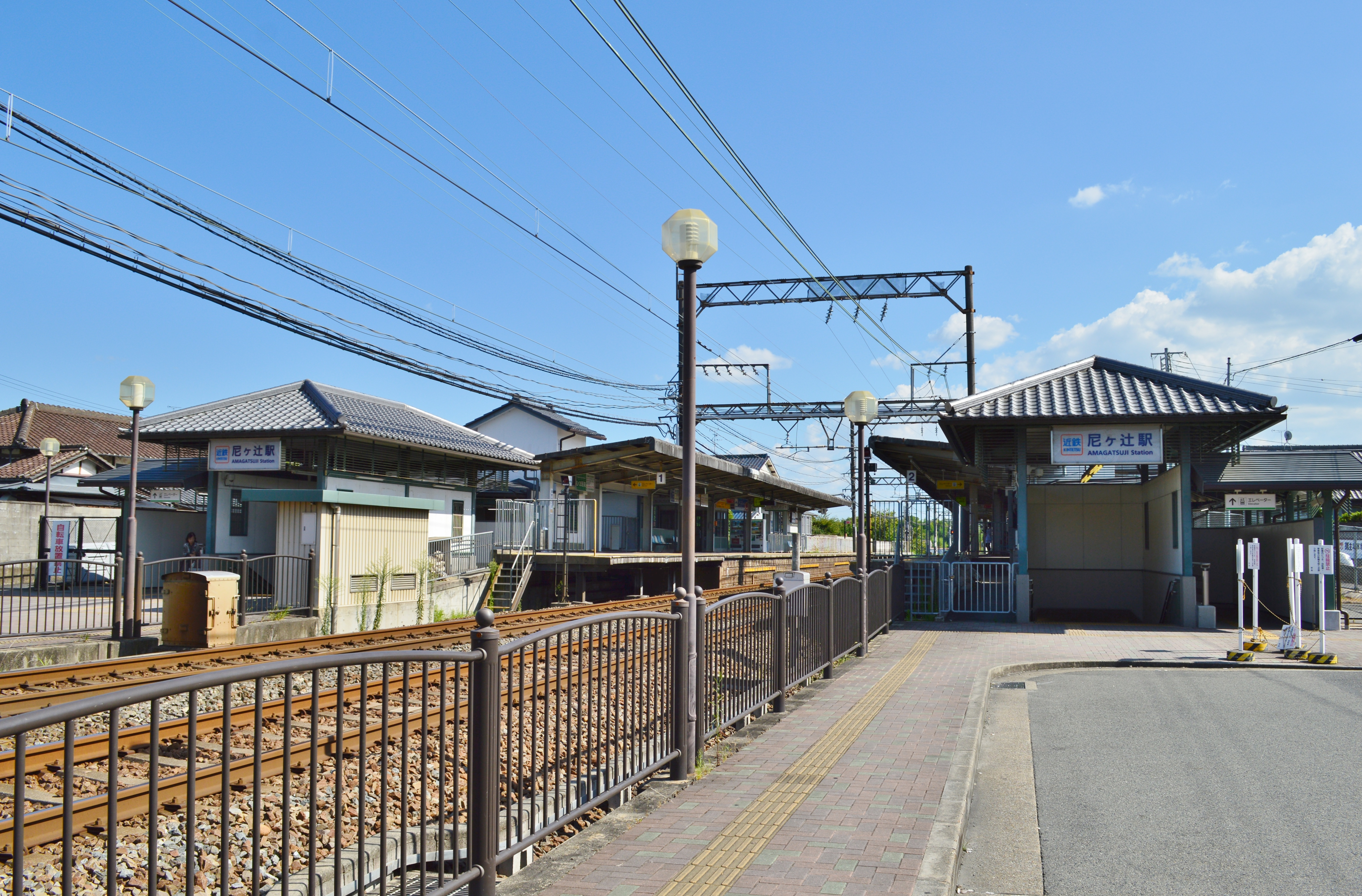
尼辻車站
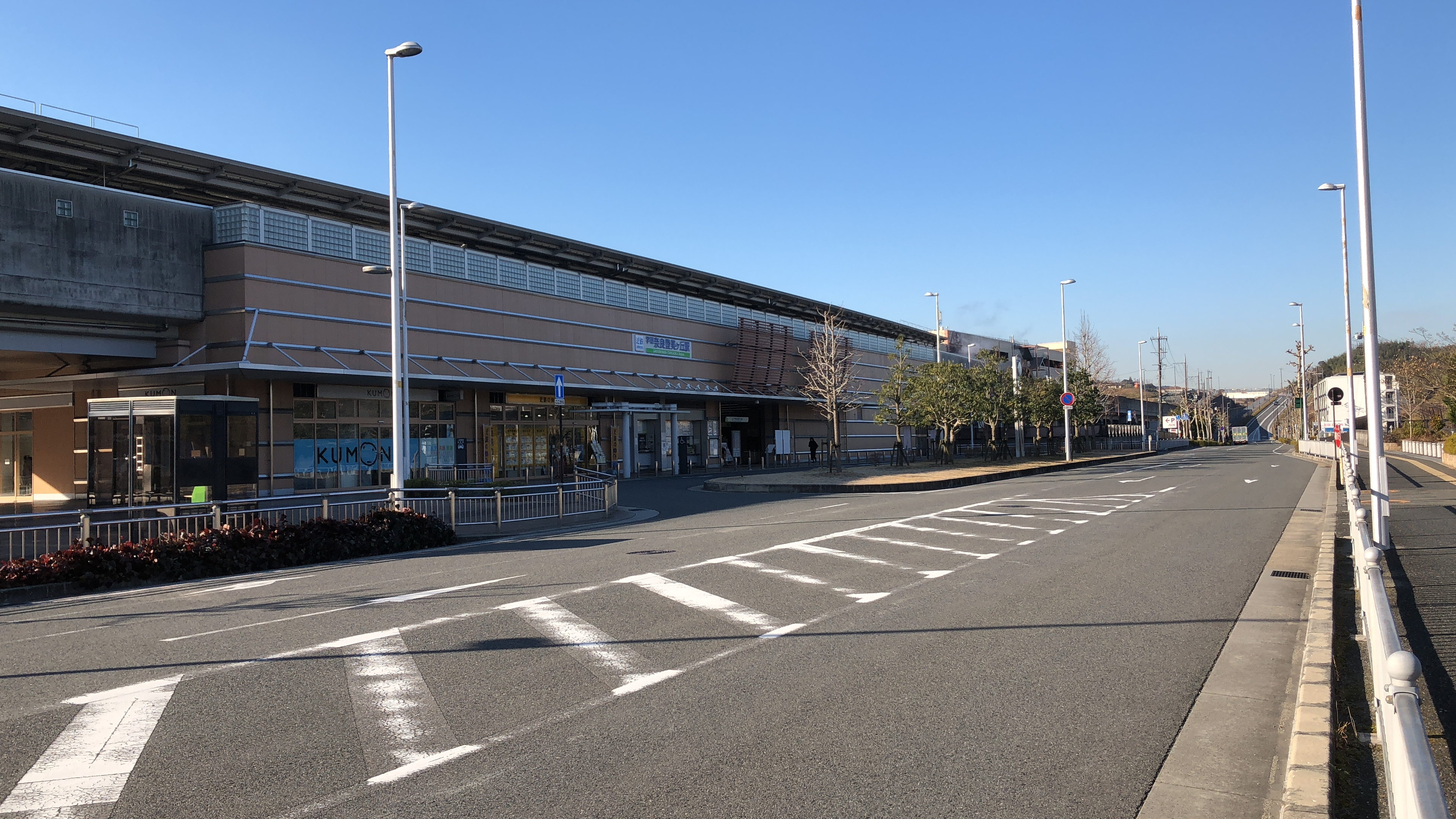
學研奈良登美丘車站

### 公路
高速道路
- 第二阪奈道路（日语：第二阪奈道路）：（生駒市） - 中町交流道（日语：中町インターチェンジ） - 寶來交流道（日语：宝来インターチェンジ (奈良県)）

## 觀光資源

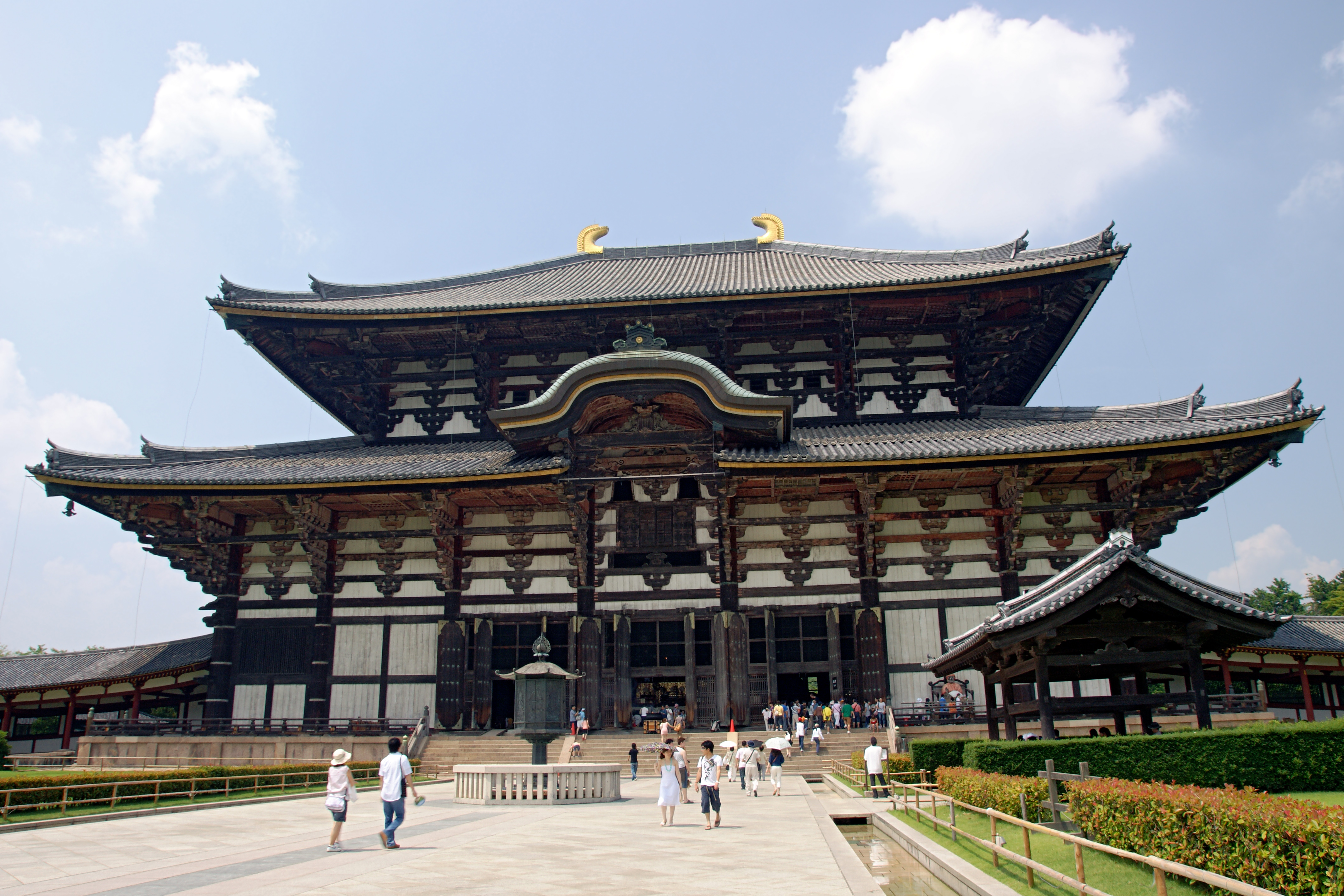
東大寺大佛殿（金堂）

奈良市內一系列的歷史遺跡包括东大寺、興福寺、春日大社、春日山原始林、元興寺、藥師寺、唐招提寺、平城宫，在1998年被聯合國教科文組織以「古都奈良的文化財」之名登錄為世界遺產的文化遺產項目。
東大寺、興福寺、元興寺、唐招提寺、藥師寺都是建於8世紀以前的寺廟，其中唐招提寺是來自當年中國（唐）的僧人鑑真所建。
奈良時代在平成京周邊有七座受朝廷保護的寺廟，被稱為南都七大寺，其中有東大寺、興福寺、元興寺、大安寺、西大寺、藥師寺這六座位於奈良市內。
春日大社也是8世紀奈良時代所建之神社，其後方約春日山山上約250公頃的區域被視為春日大社的神域，自9世紀起即被禁止砍伐及狩獵，因此現在也成為少見緊鄰市區的原始森林。
而包含興福寺、東大寺、春日大社及周邊面積約660公頃的區域，在1880年日本政府的規劃下成為奈良公園；由於過去春日大社將鹿視為神的使者，特意保護了周邊區域的野生鹿，使得現在公園內有多達約1,200隻的野生鹿，成為奈良的一項觀光特色。公園內也在1895年完成了以佛教藝術品為主題的奈良国立博物馆（最初名為帝國奈良博物館，1952年更為現名）。

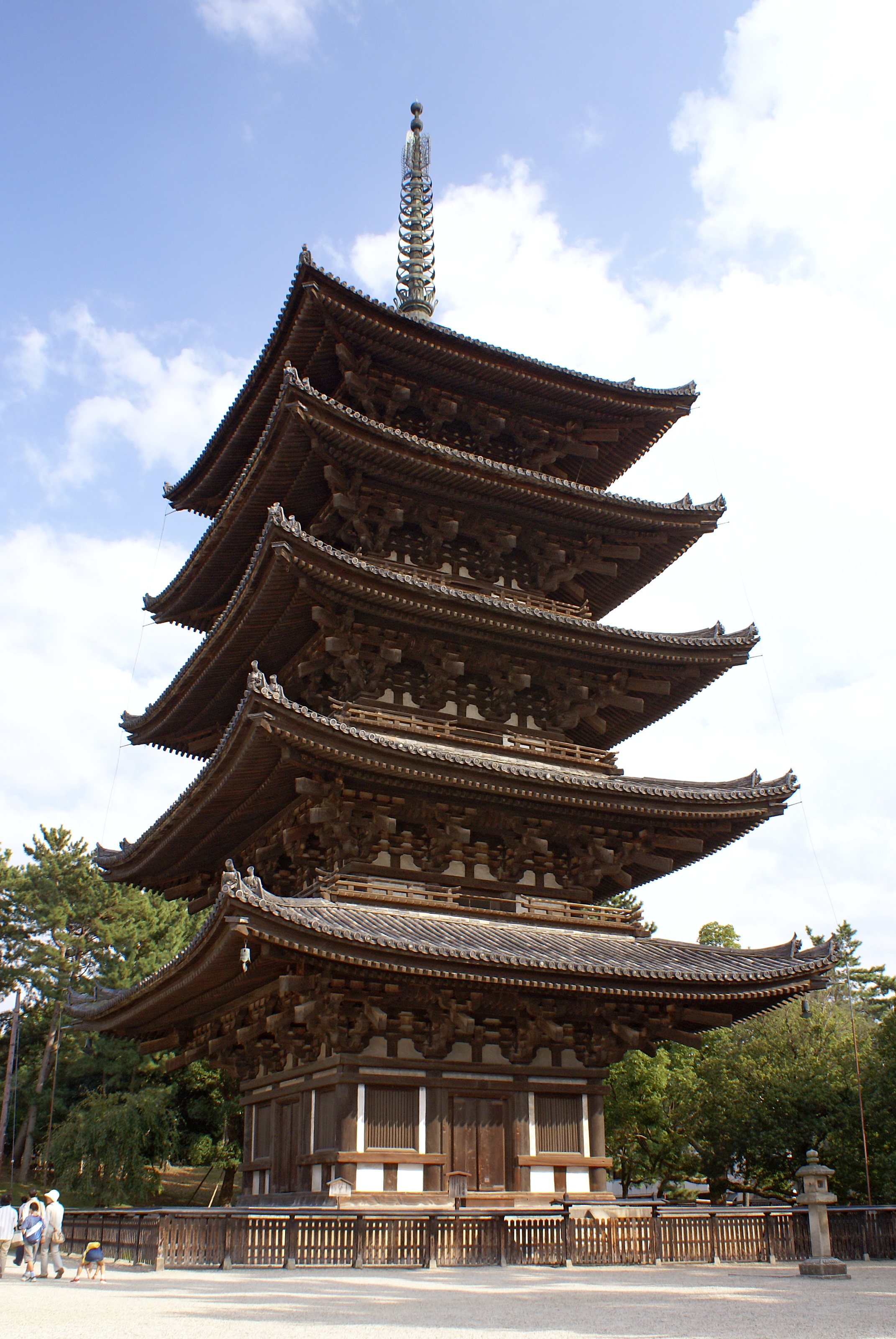
興福寺五重塔
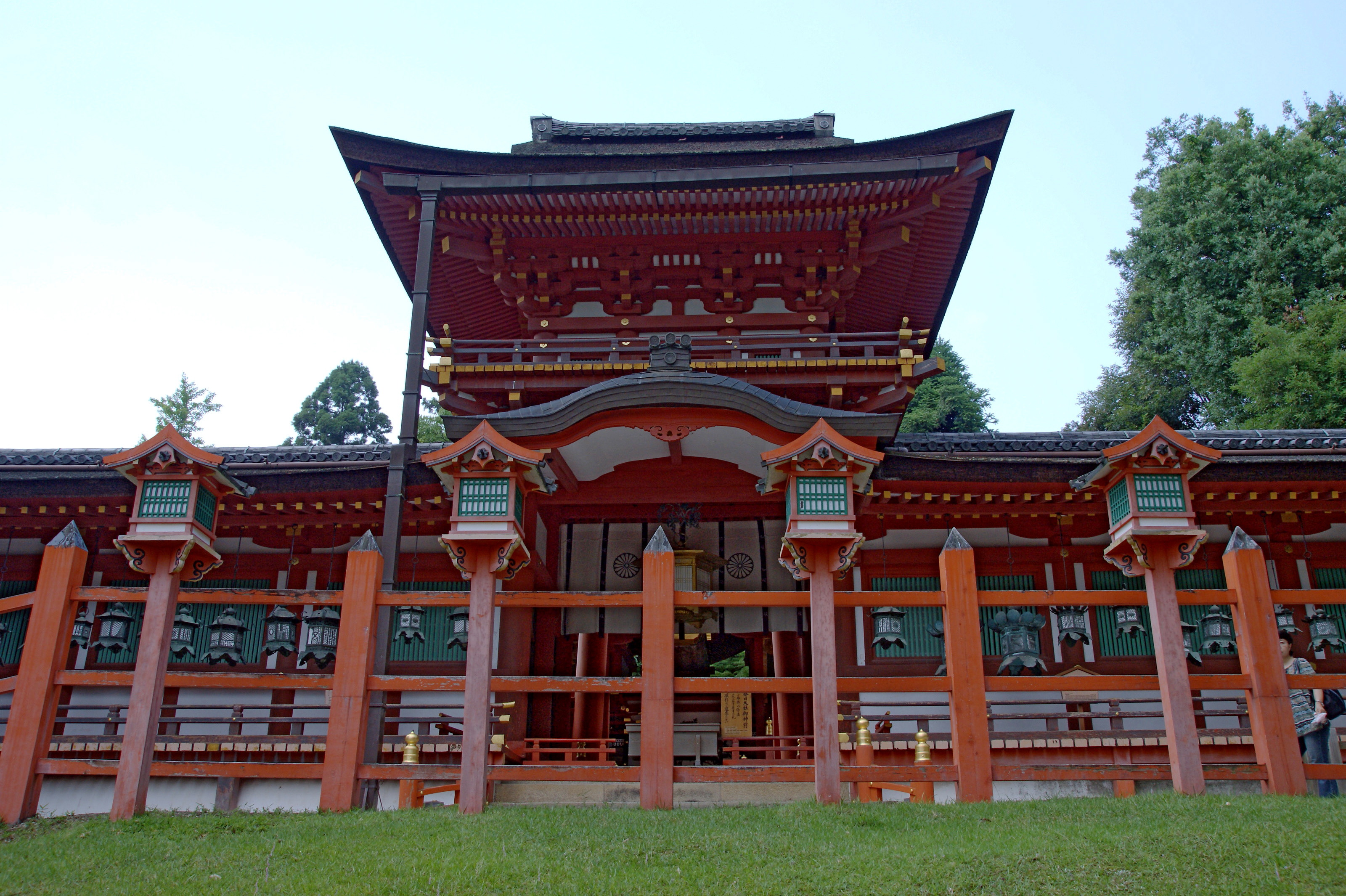
春日大社中門、御廊
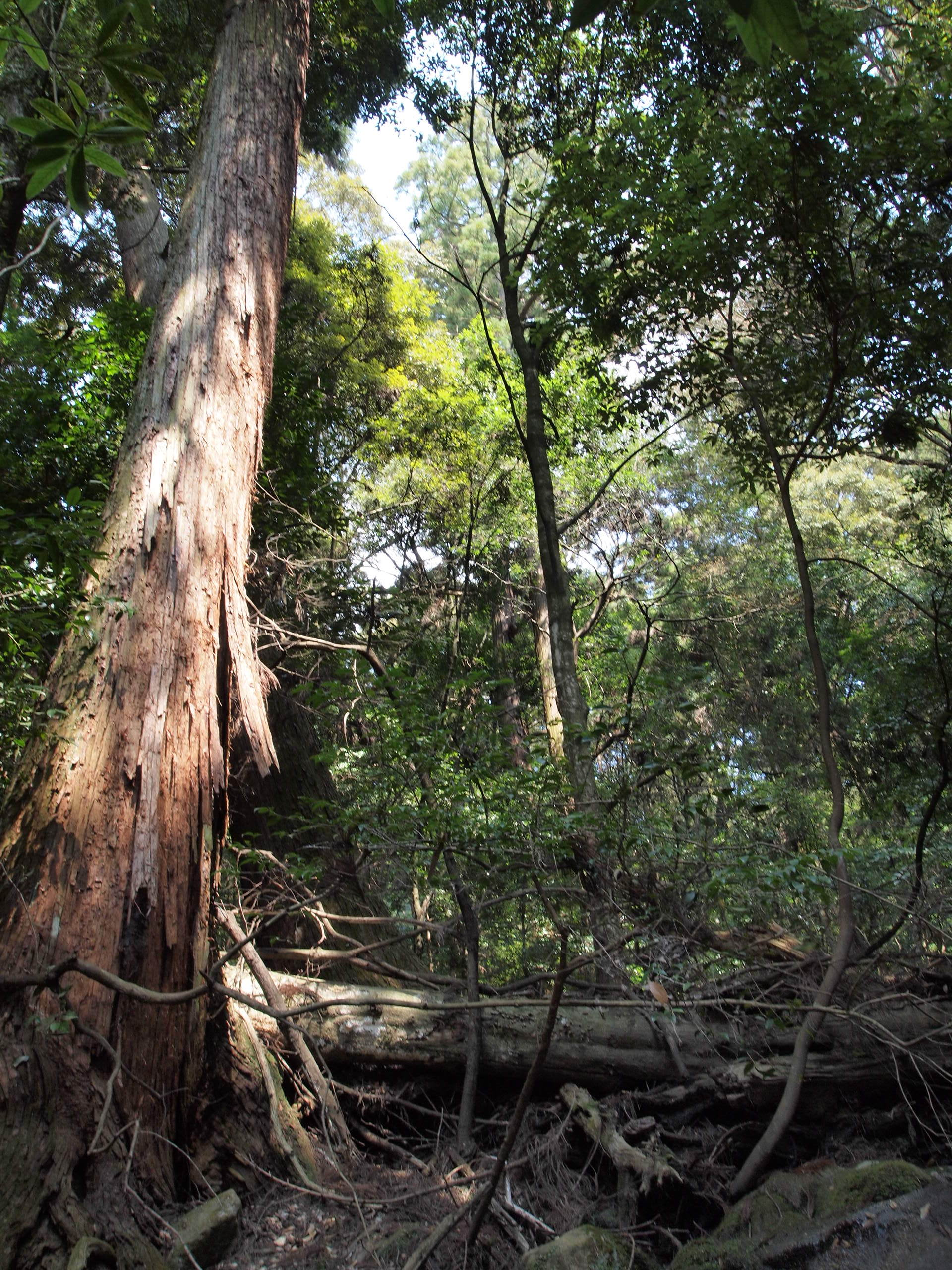
春日山原始林
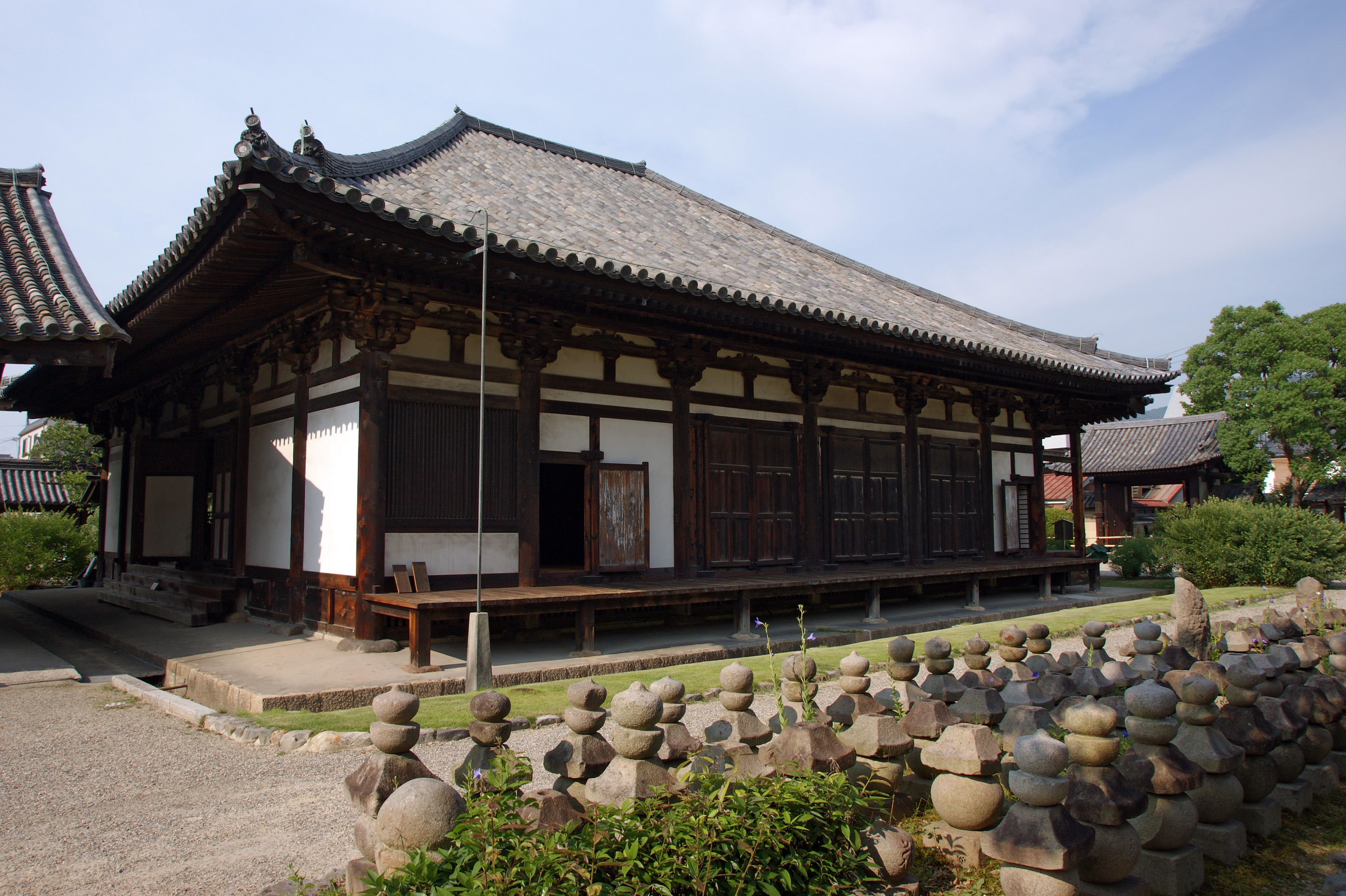
元興寺極樂坊本堂
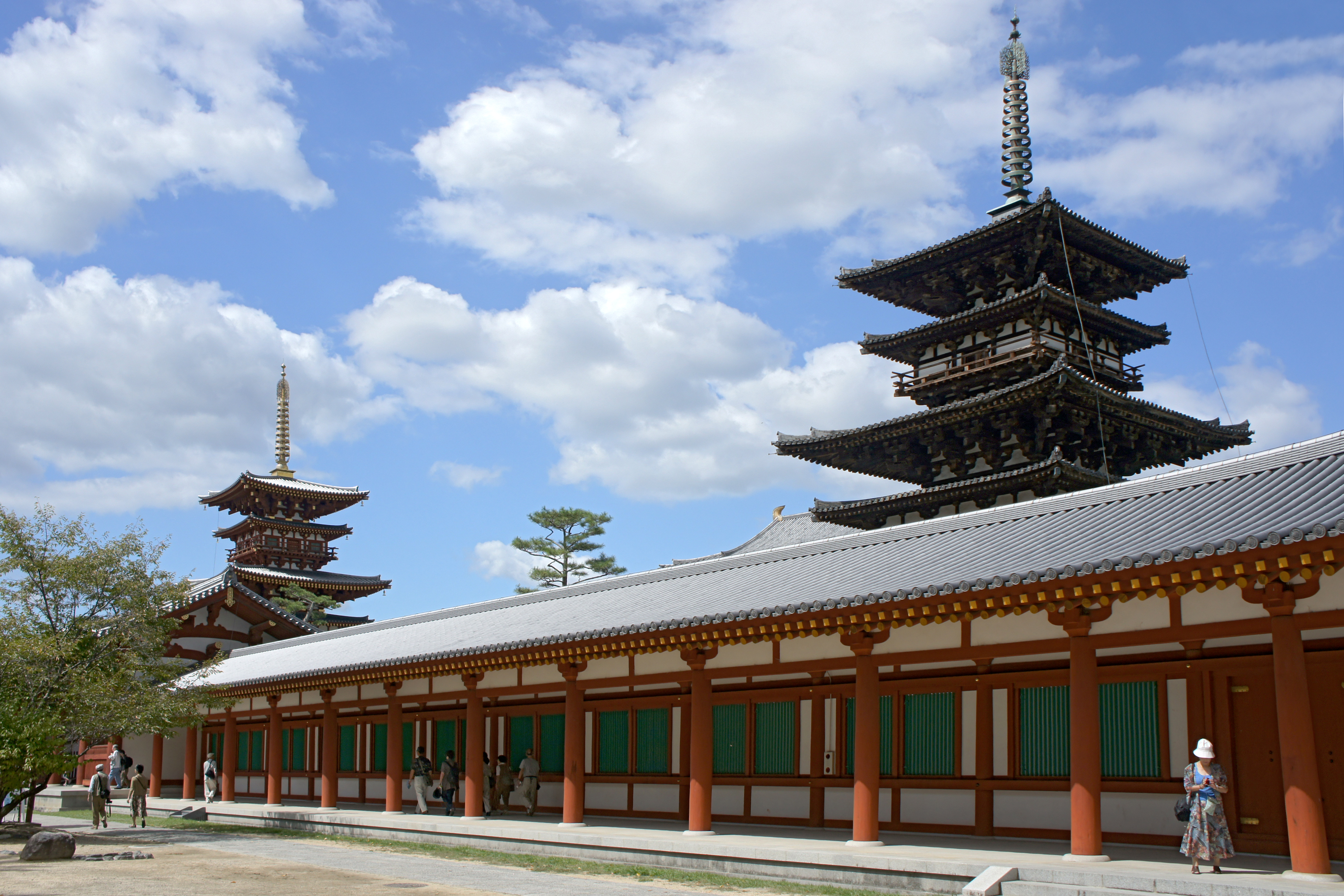
藥師寺東塔、西塔
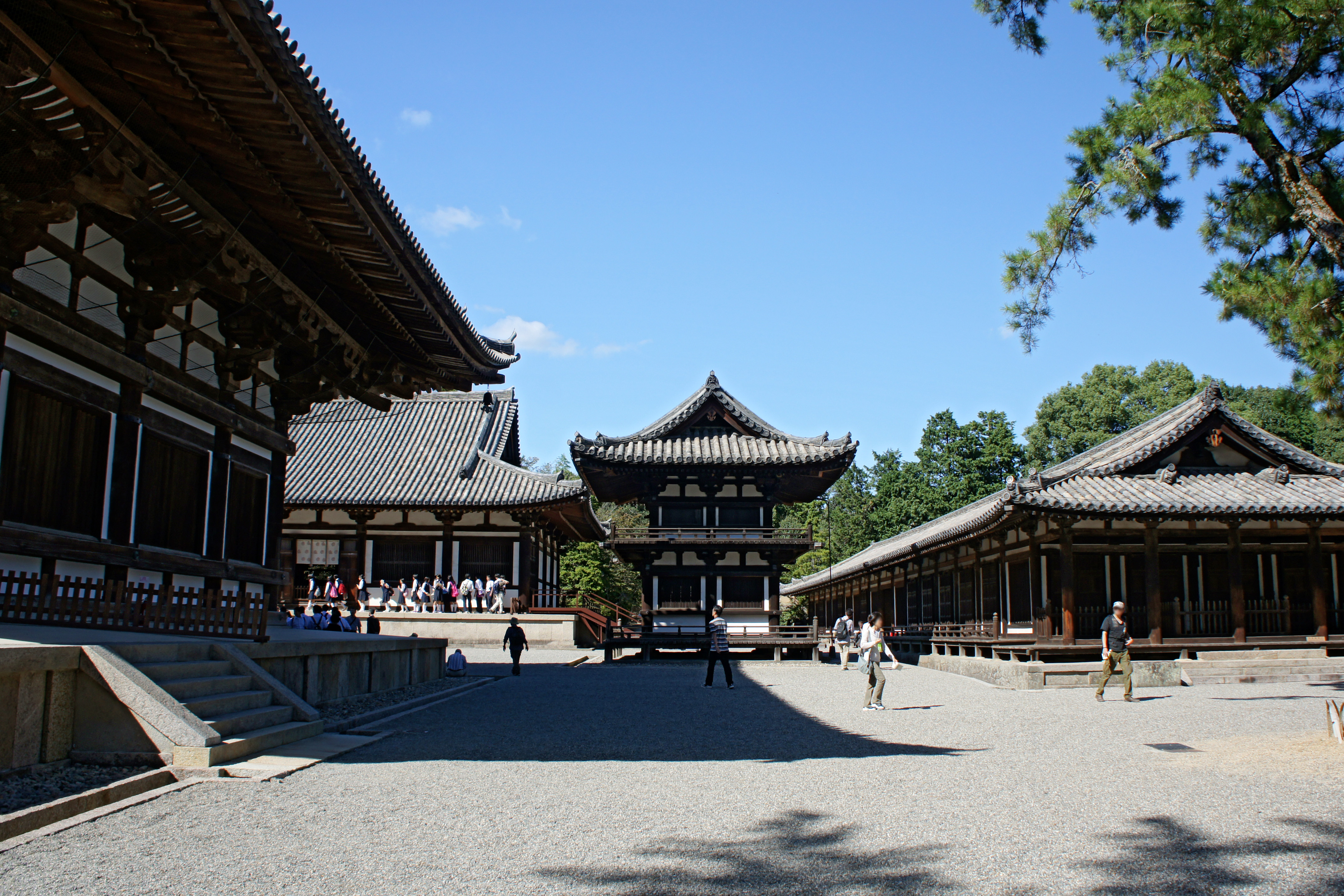
唐招提寺金堂、講堂（左）與鼓樓（中）禮堂（右）
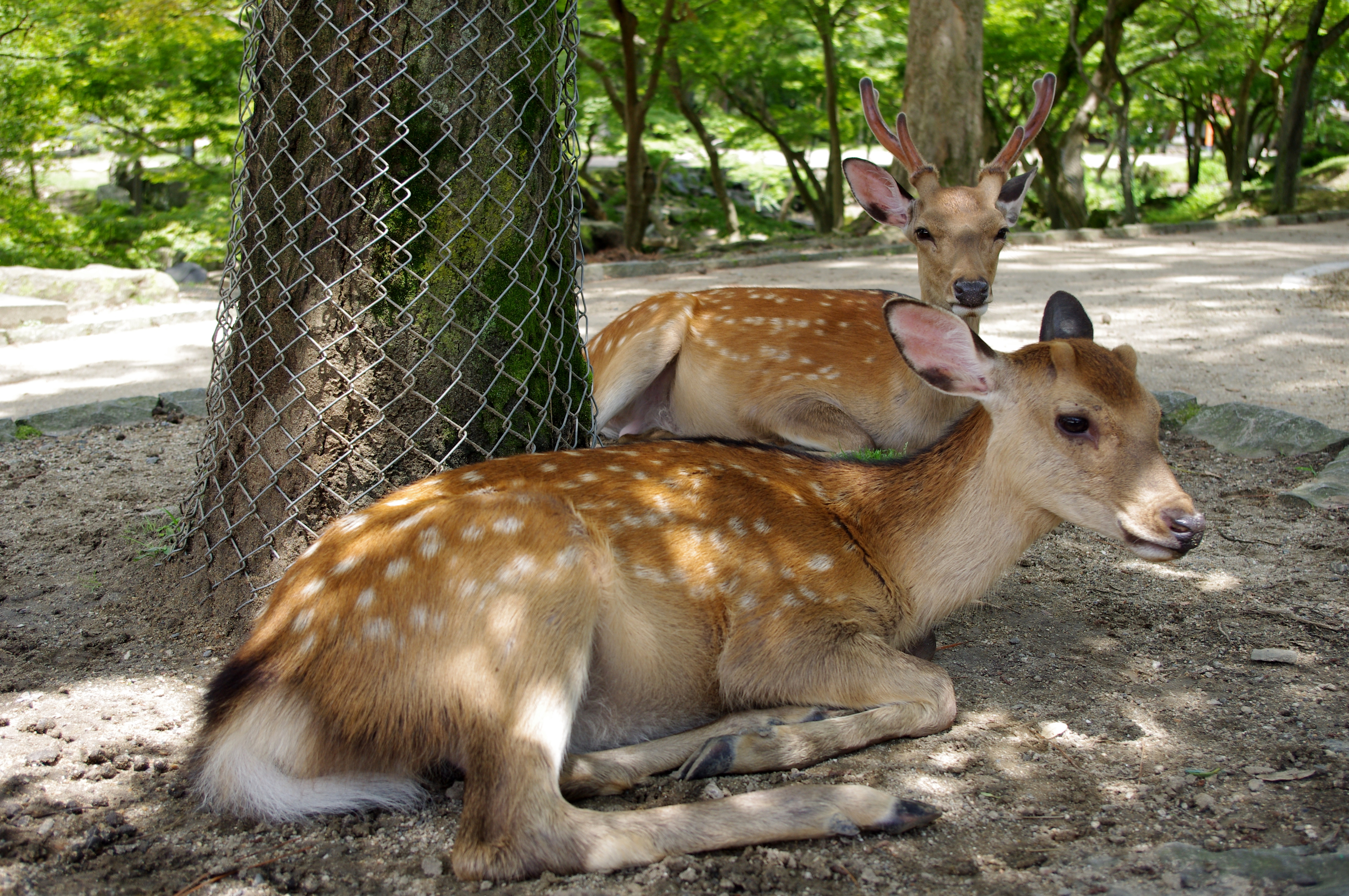
奈良公園內的野生鹿
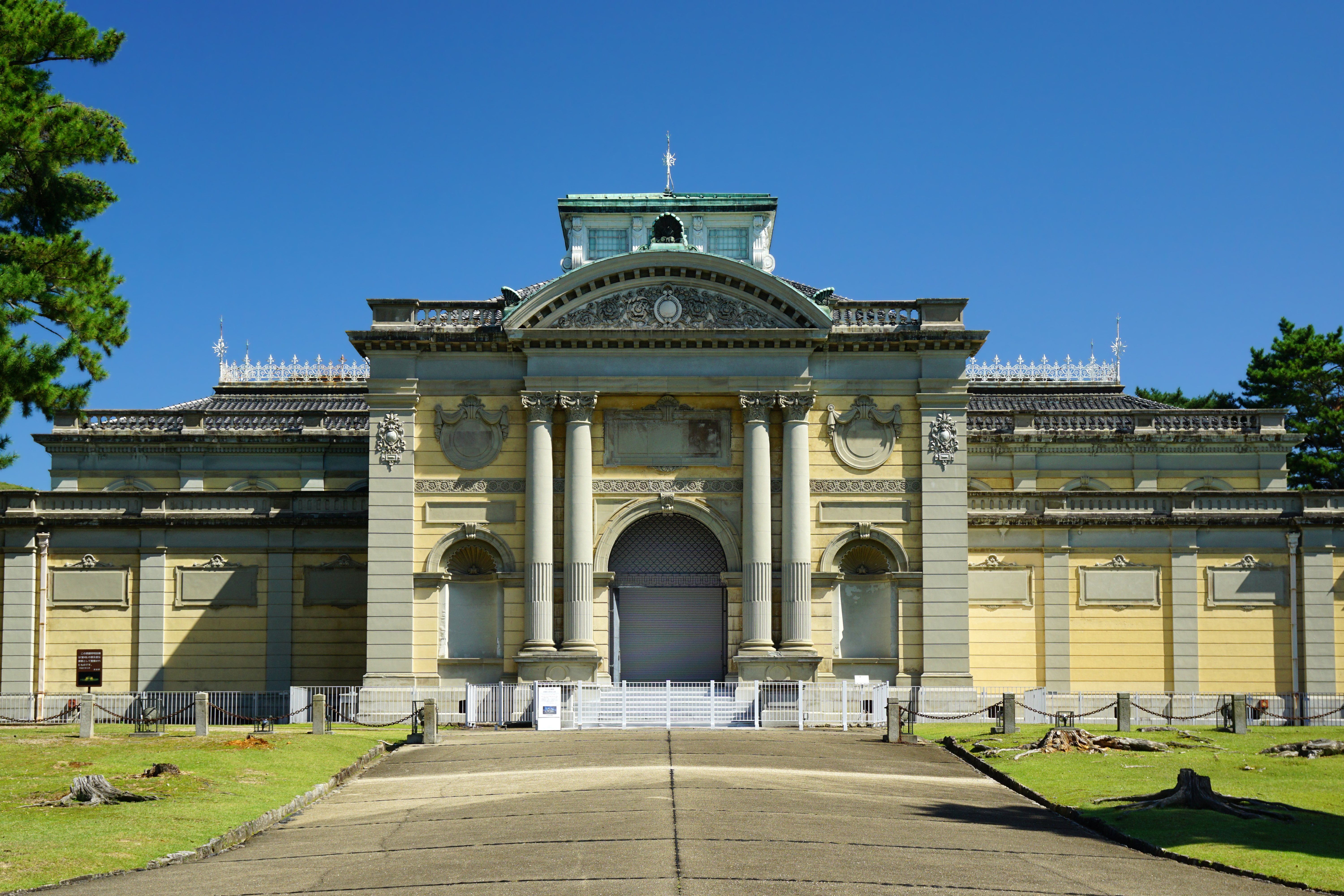
奈良國立博物館

平城宫遺跡為過去的平城京中天皇的居所，占地約120公頃，20世紀初確認平城宫遺址位置後，1922年由日本政府指定為國家史蹟，並開始大規模保存即進行考古調查作業，現已規劃昨為歷史公園，並嘗試重建部分過去的建築。

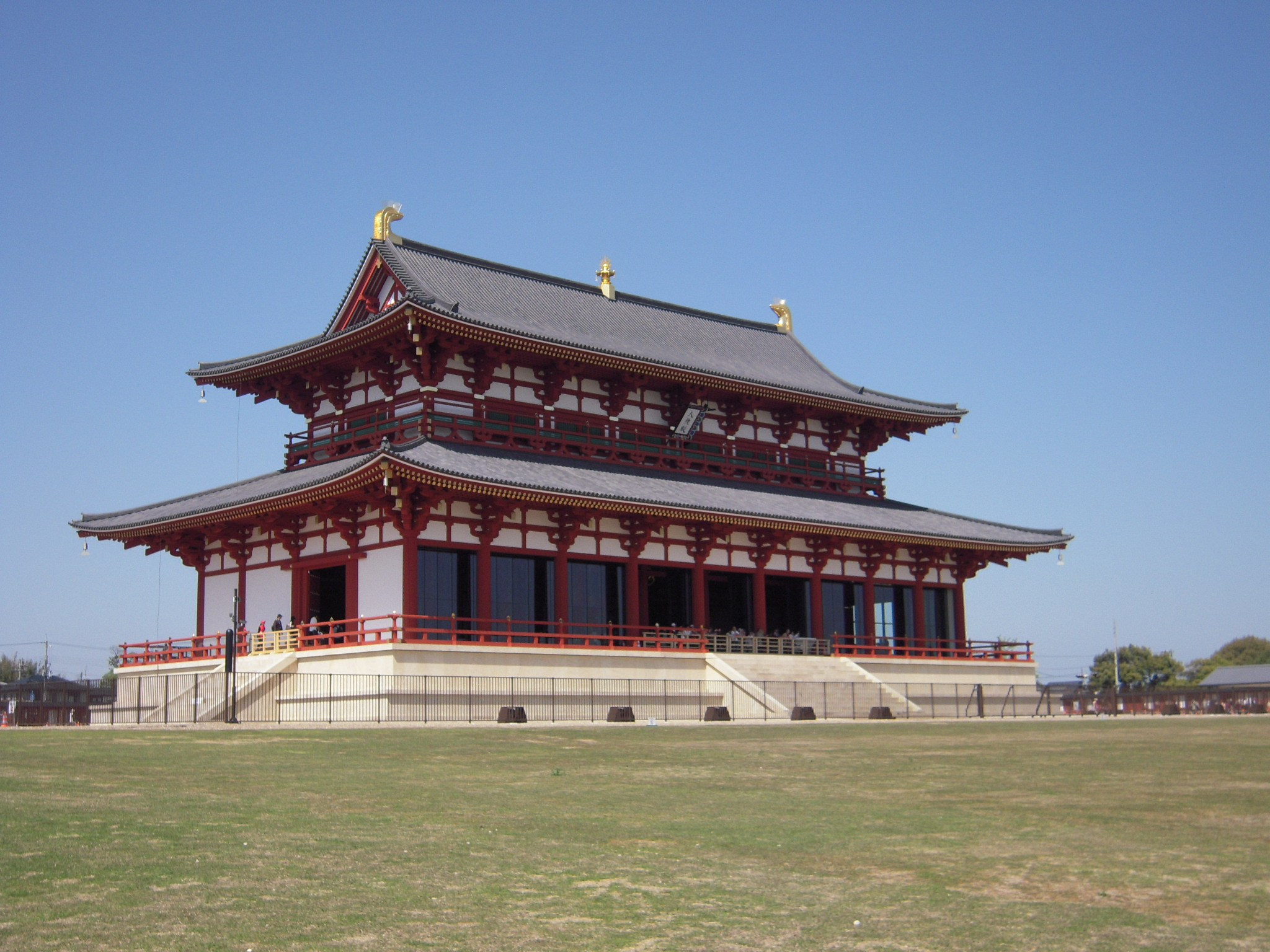
平城宮遺跡內重建的大極殿
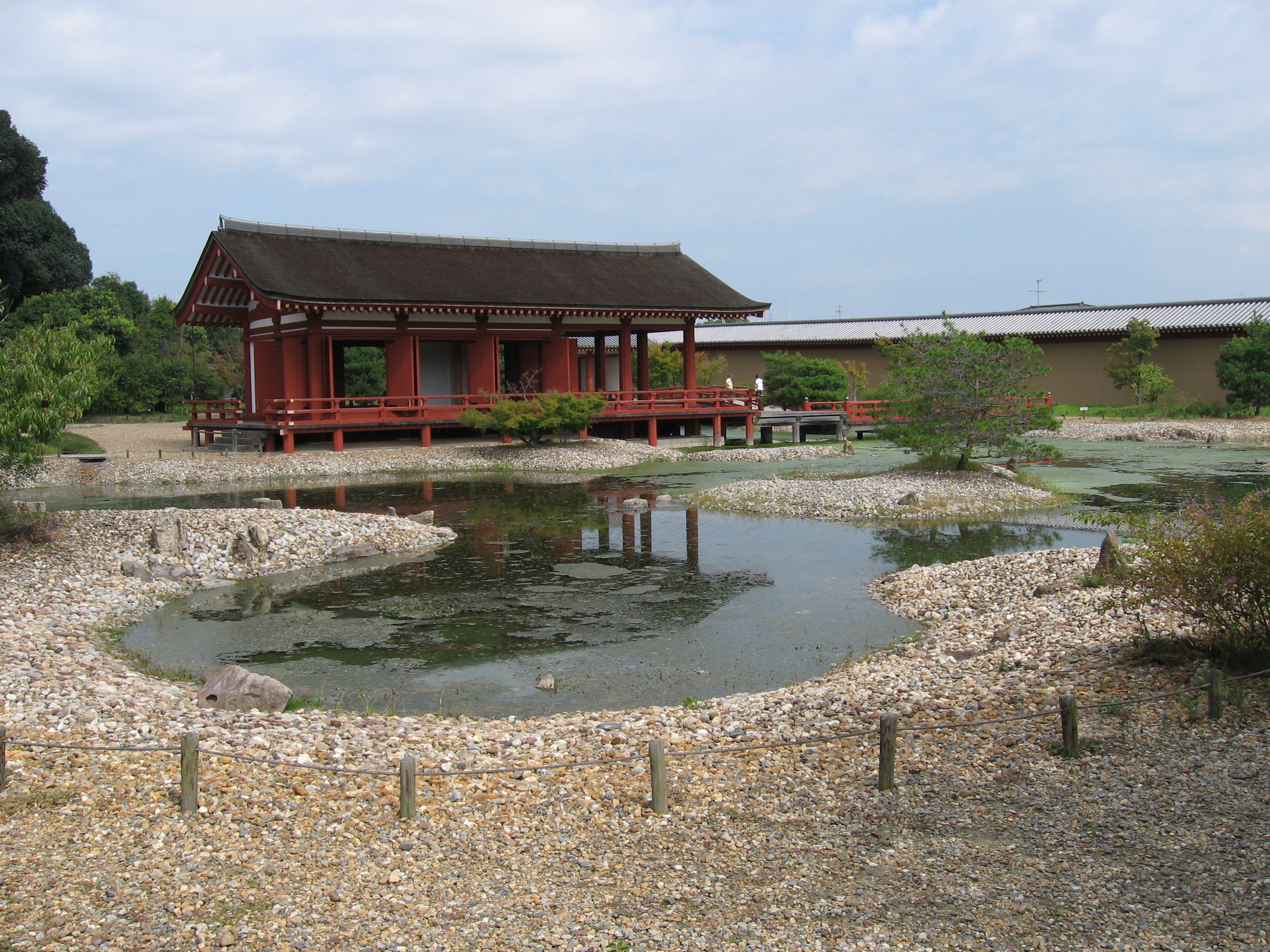
平城宮遺跡內重建的東院庭園
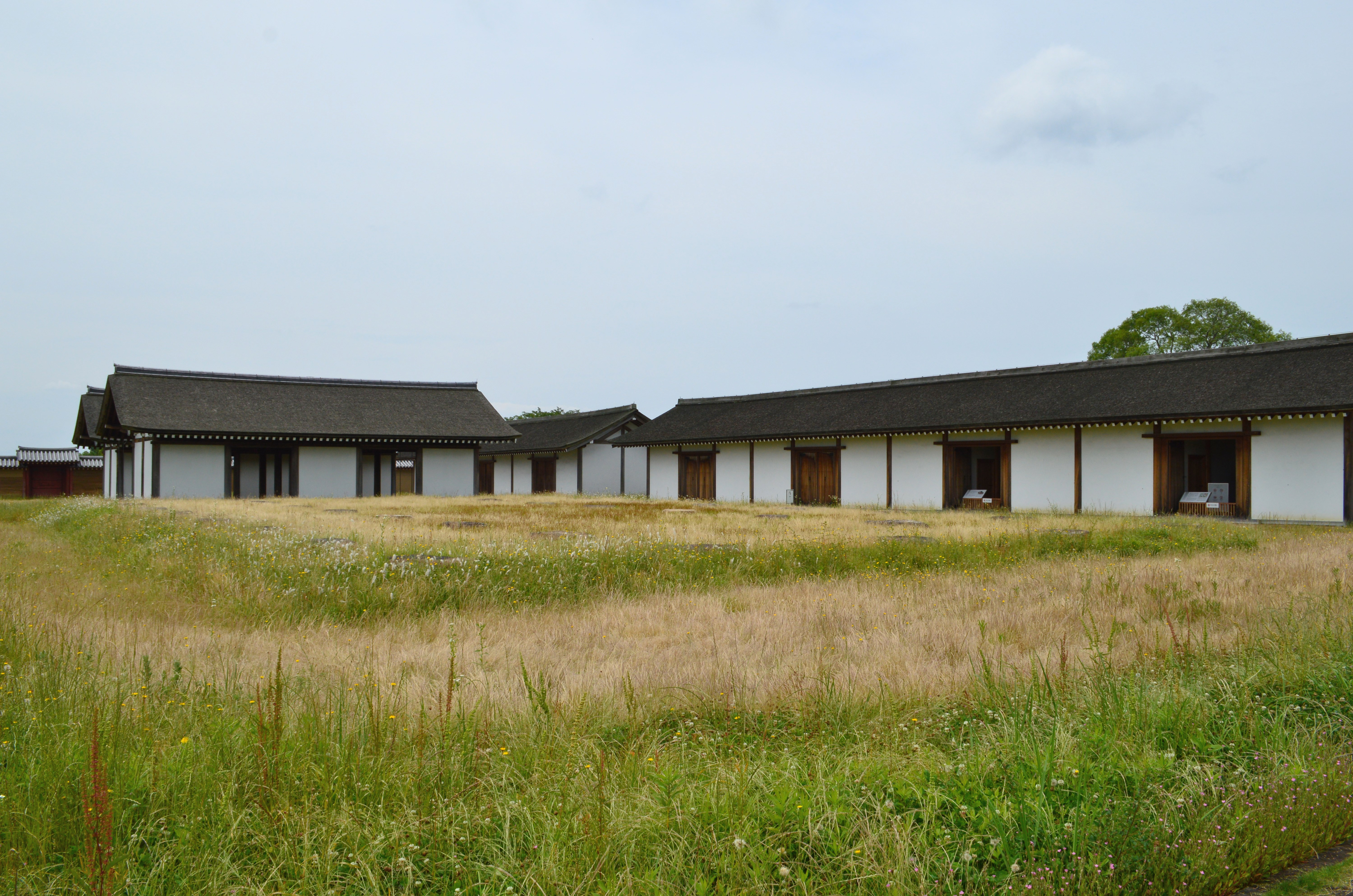
平城宮遺跡內的宮內省遺跡及部分重建後的建築
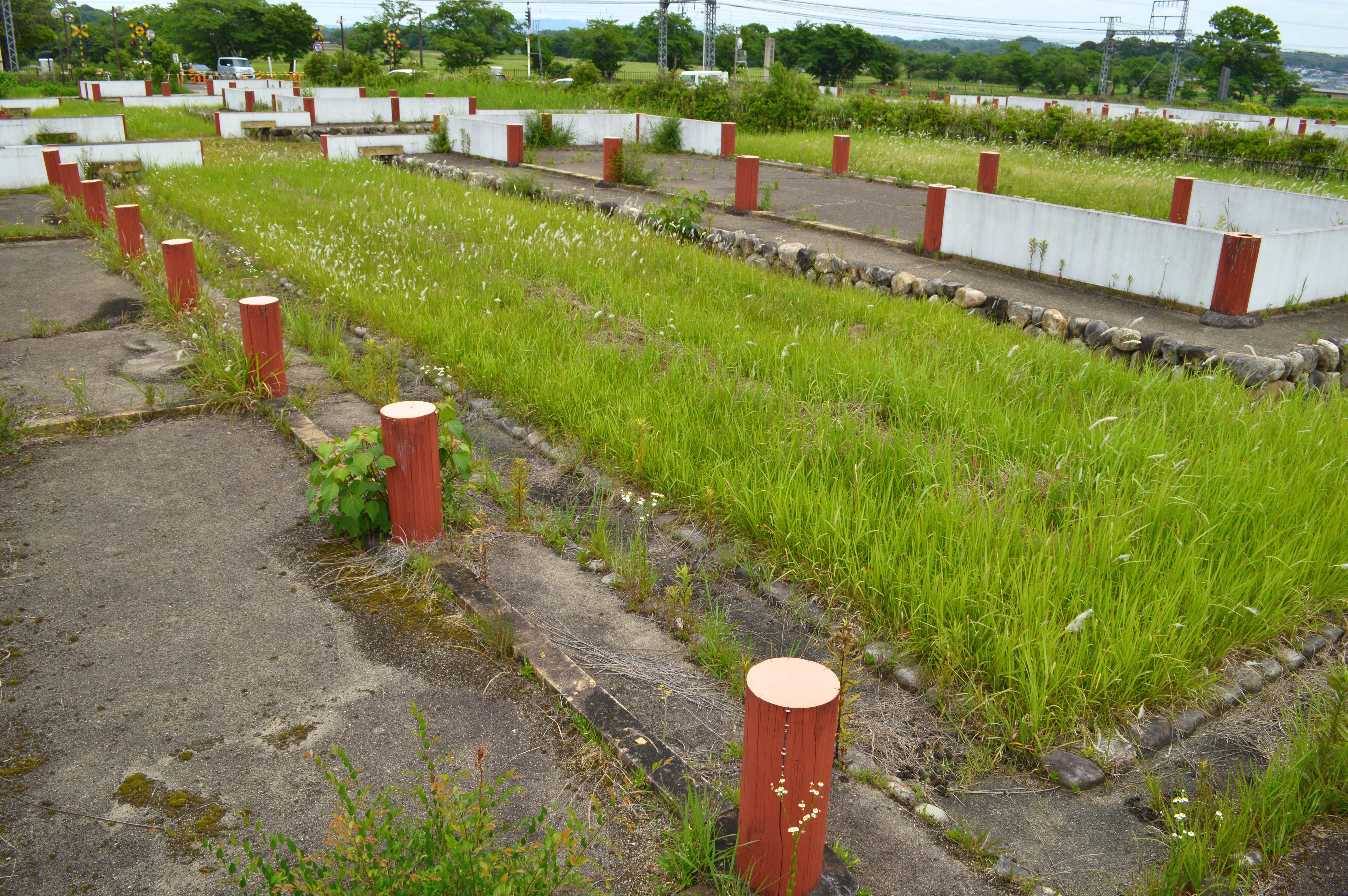
平城宮遺跡內的兵部省遺跡

奈良公園東端的若草山在每年一月的第4禮拜六會舉行的傳統燒山，到夜間市區內可以直接看到燒山的火光，成為奈良的著名活動。
1999年起在每年八月上旬，奈良公園周邊去與會舉辦「奈良燈花會」，利用各式點著蠟燭的燈光來點綴奈良的夜景。

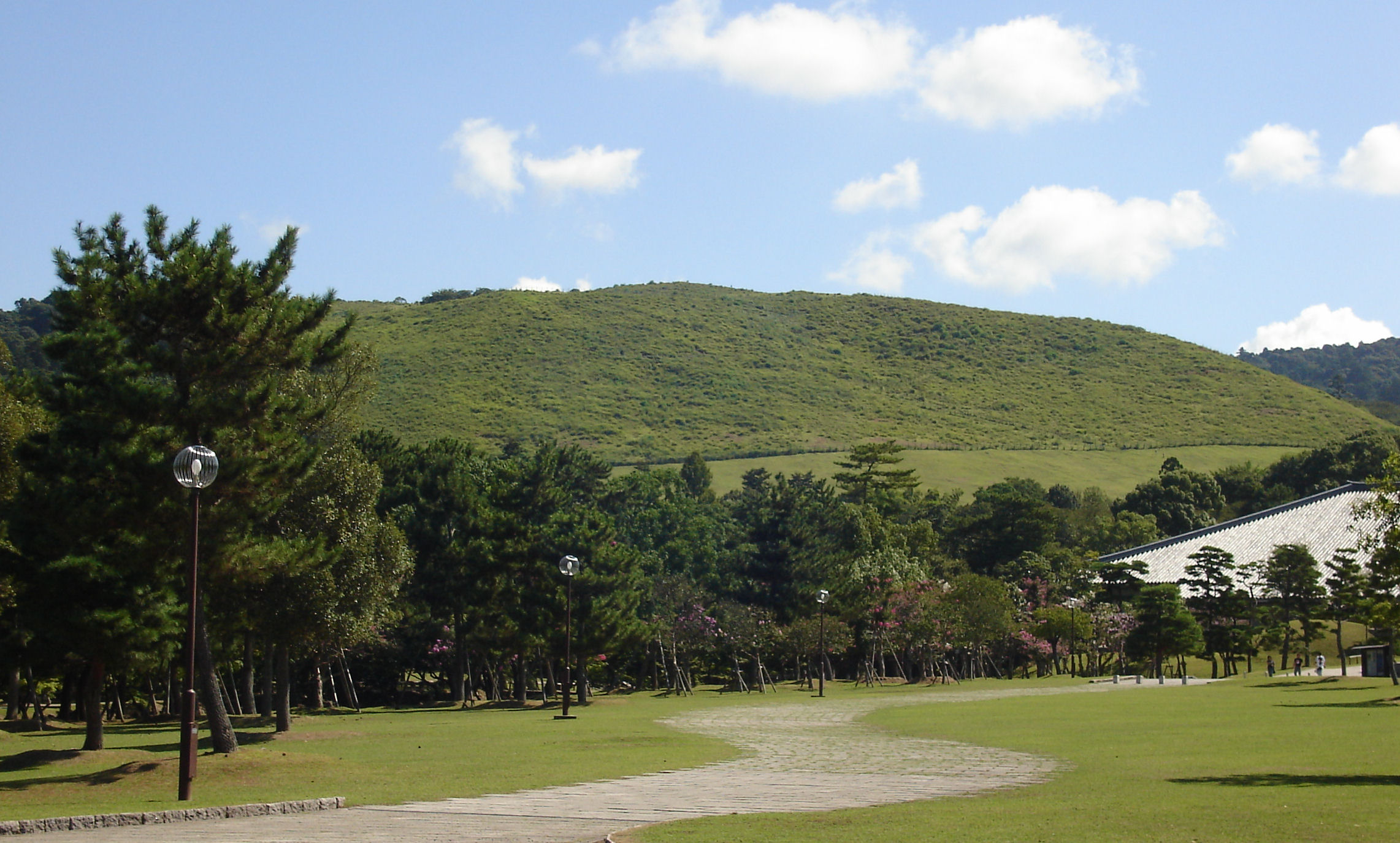
平時的若草山
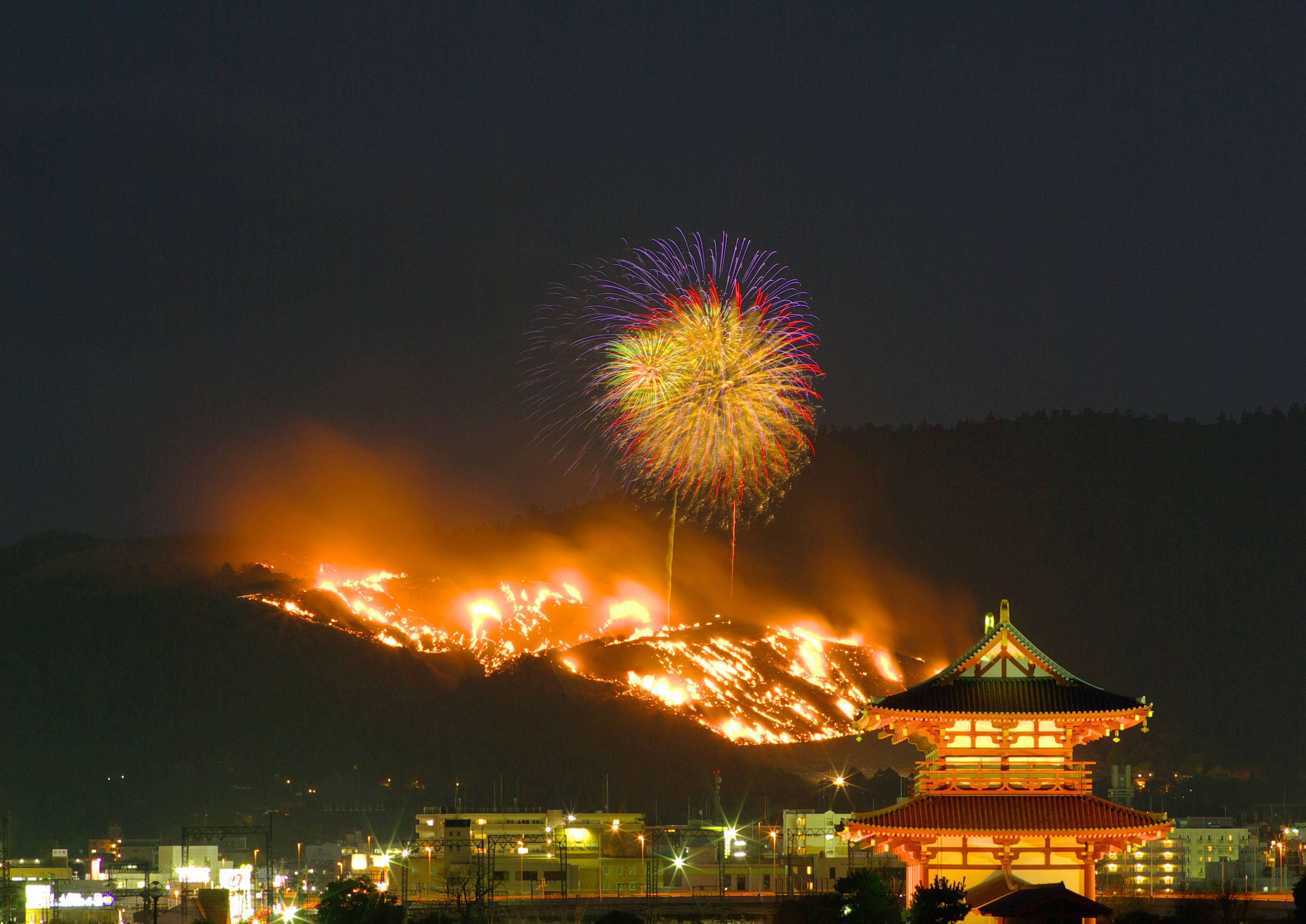
2009年的若草山燒山及平城宮朱雀門夜景
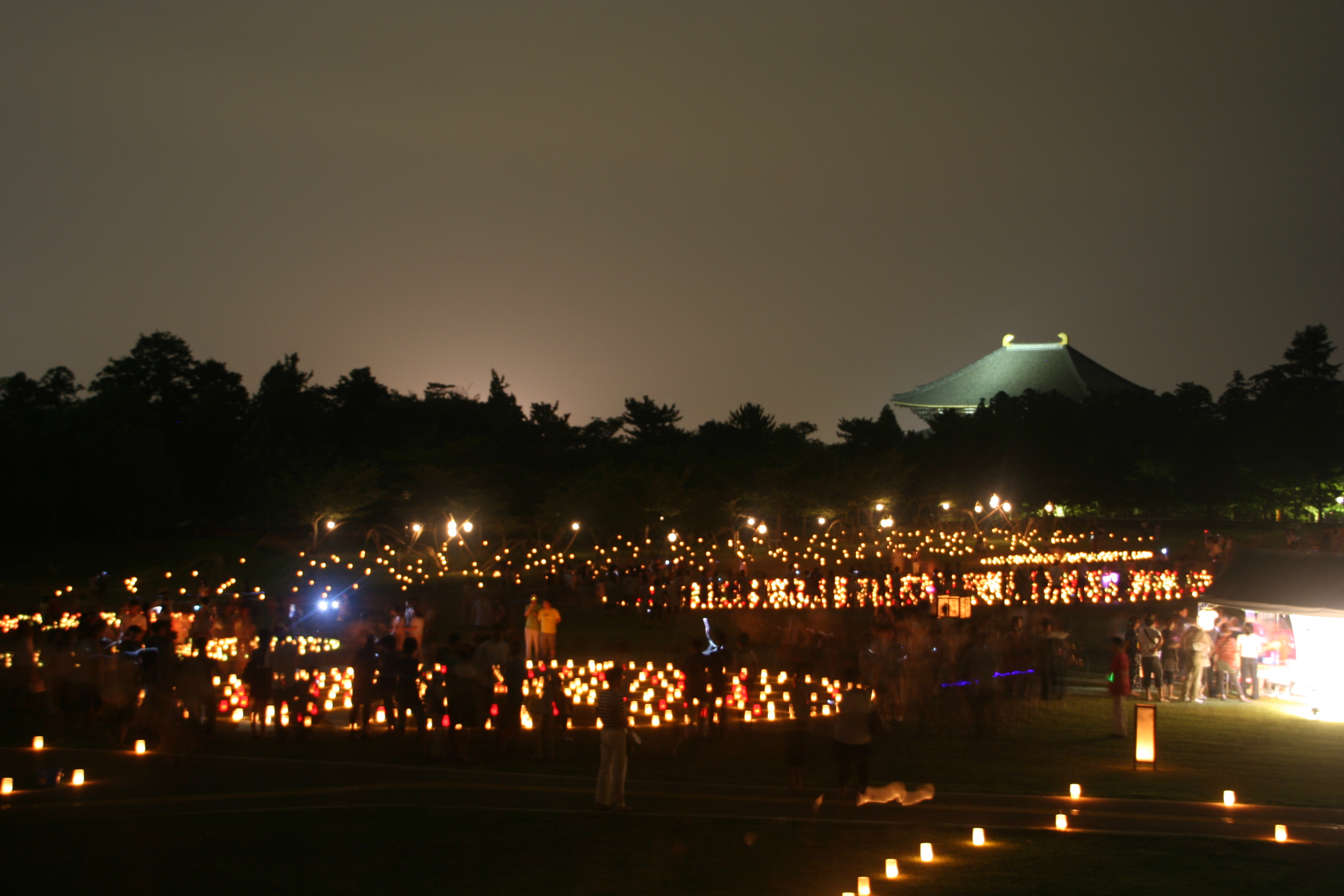
2010年的奈良燈花會浮雲園地
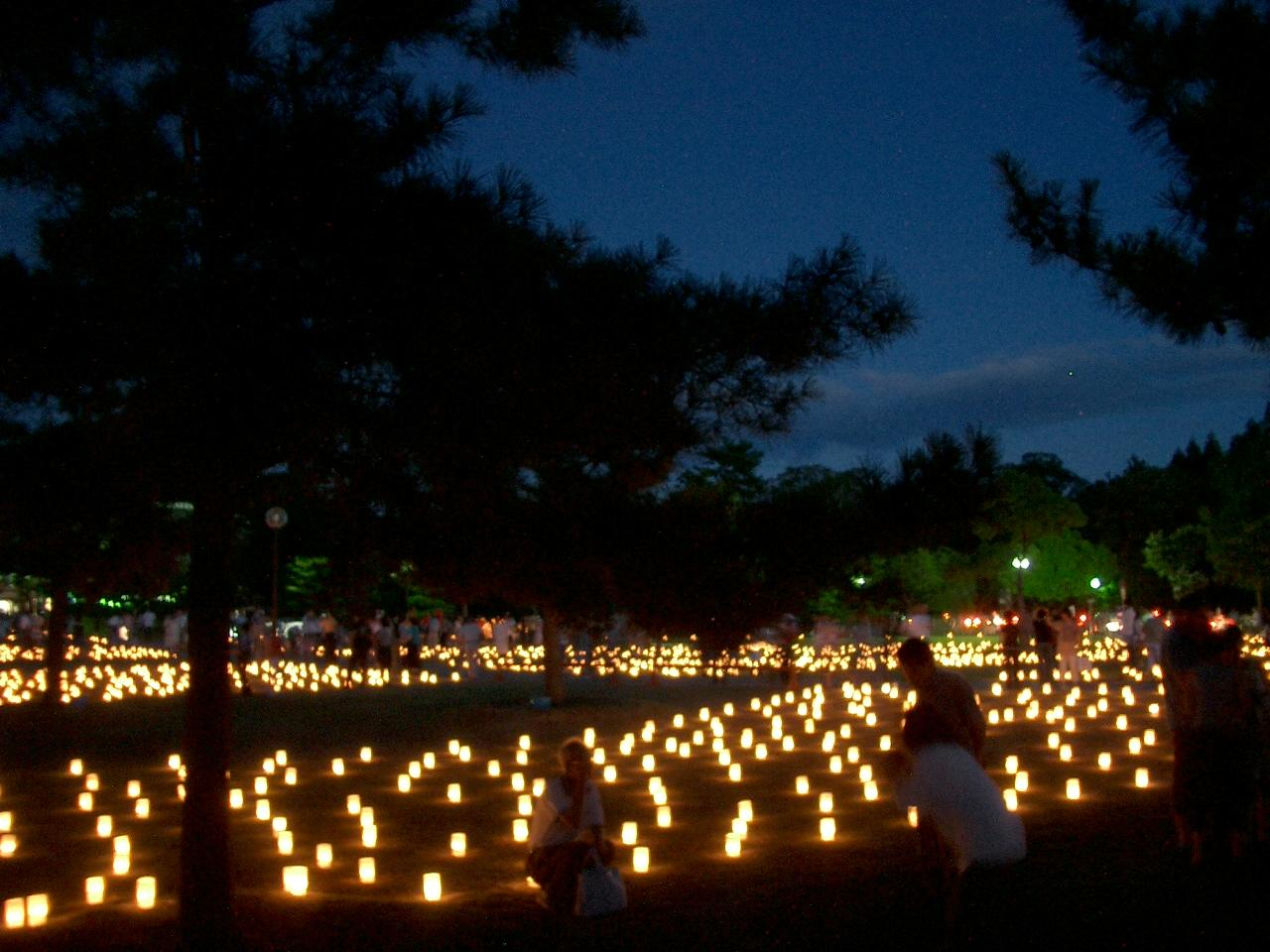
2007年的奈良燈花會浮雲園地

過去在奈良市區周邊曾有近鐵菖蒲池遊園地和奈良夢想樂園兩座遊樂園，在極盛時期全年旅客可以超過一百萬人次；但隨著日本少子化及旅遊形式的改變，兩座遊樂園先後在2000年代關閉。

## 教育

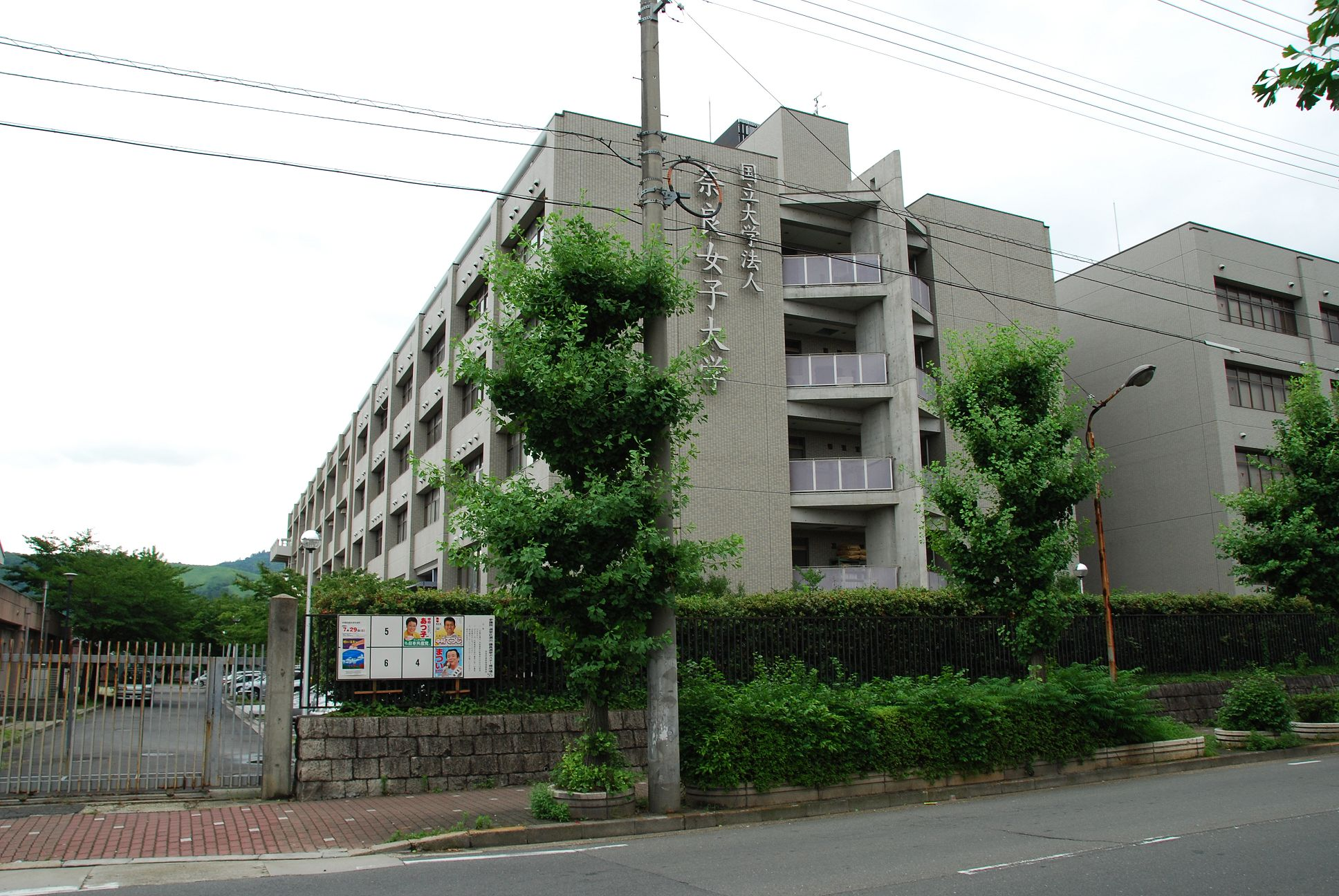
奈良女子大學

位於奈良市的高等教育學校包括奈良女子大學、奈良教育大學、奈良县立大学、奈良大學、帝塚山大學、奈良佐保短期大学、奈良文化女子短期大学，其中奈良教育大學的前身可以追溯至19世紀末成立的奈良師範學校，奈良師範學校在1905年將女子部分出獨立設置奈良女子高等師範學校，後來也成為現在的奈良女子大學。
此外近畿大学農學部設在市內的奈良校區。

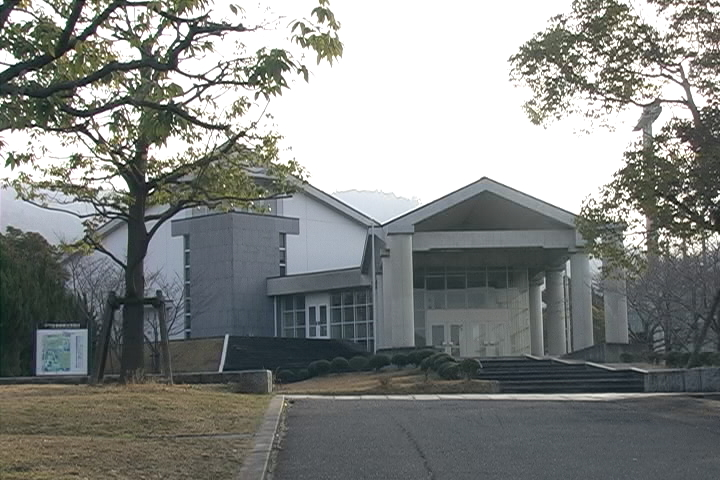
奈良教育大學
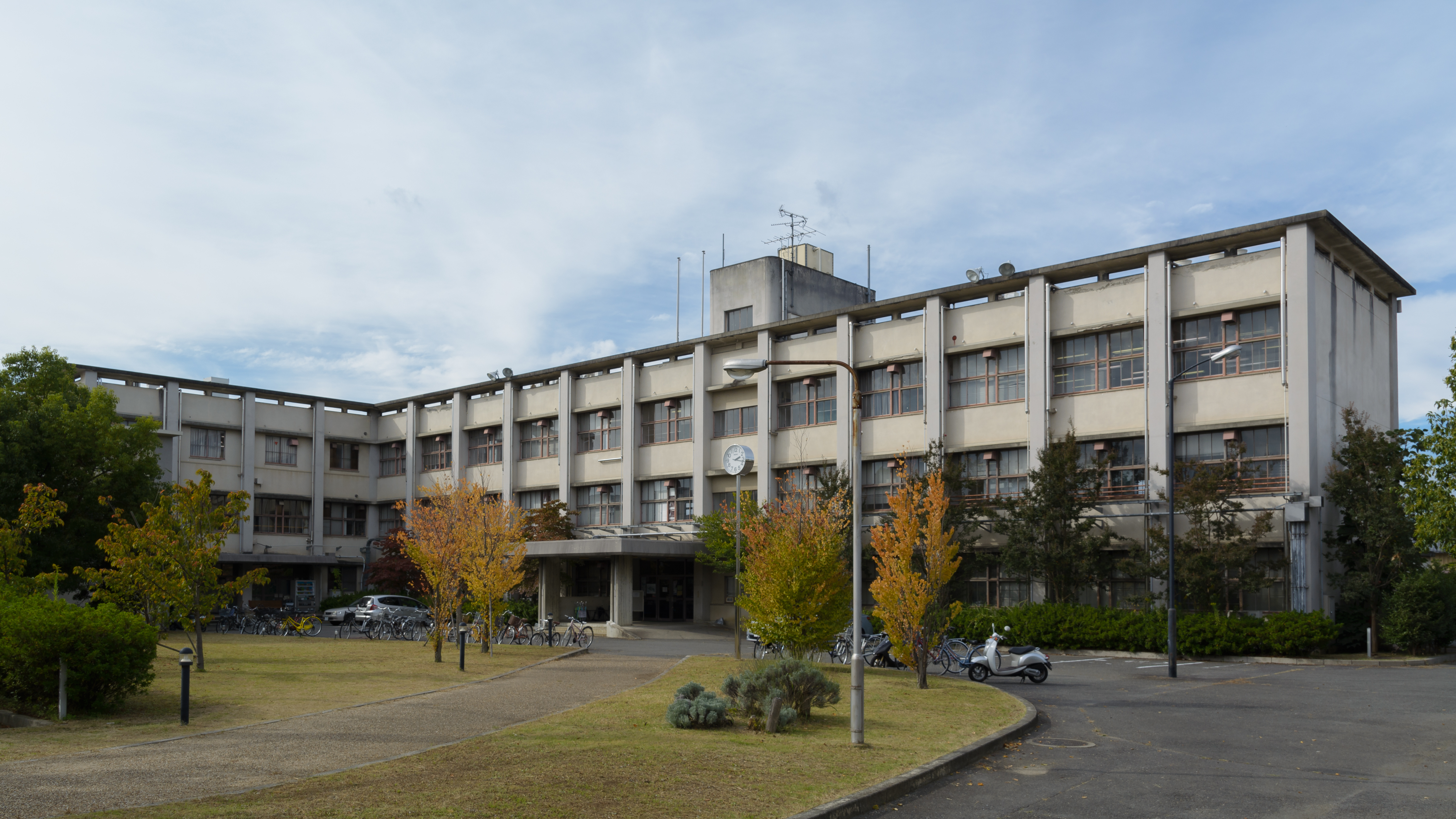
奈良县立大学
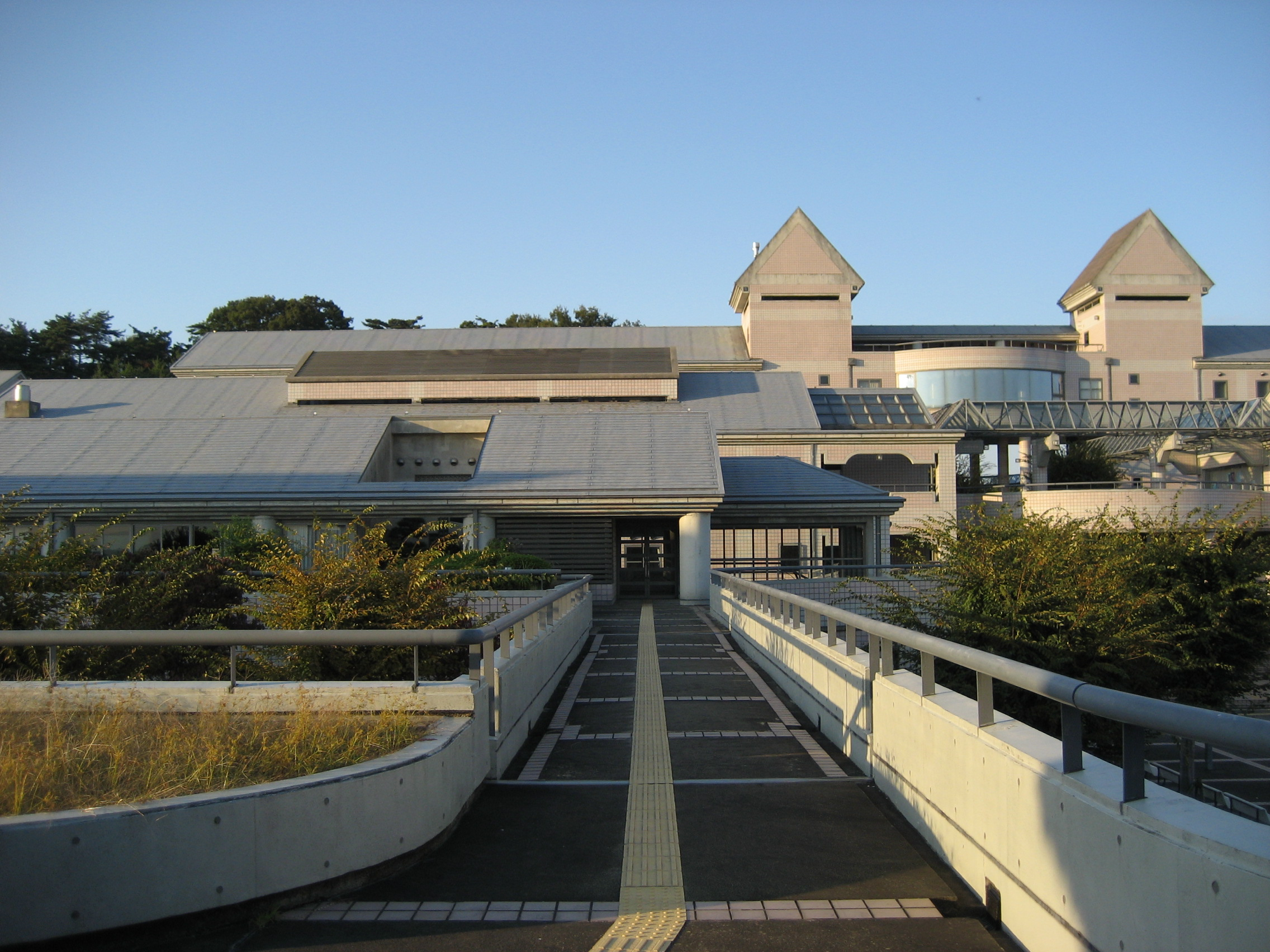
奈良大學
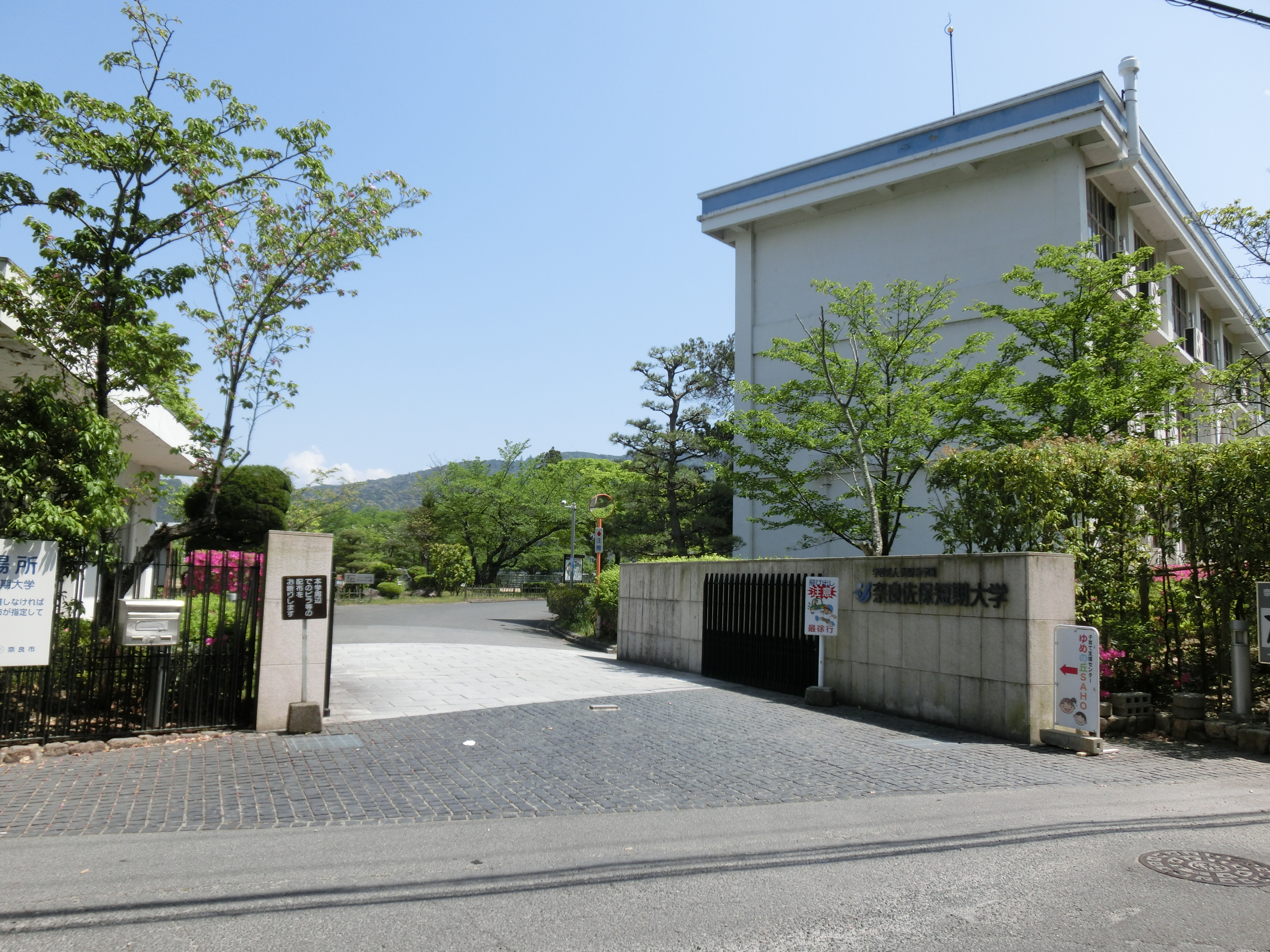
奈良佐保短期大學
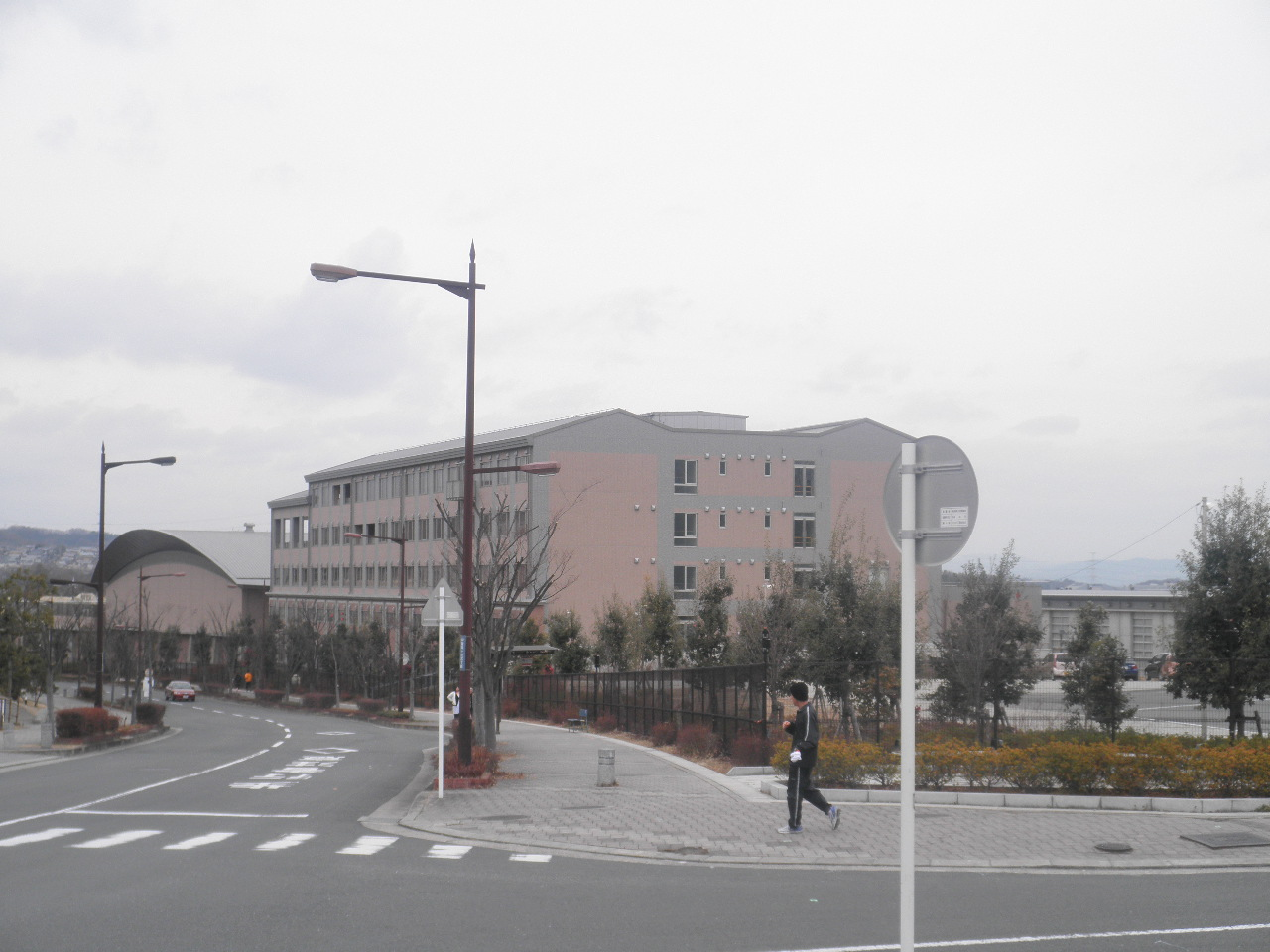
奈良文化女子短期大學

## 姊妹、友好城市

### 日本
- 郡山市（福島縣）：兩地由於同樣擁有采女的傳說故事，因此於1971年8月5日締結為姊妹城市。[9]
- 小濱市（福井縣）：兩地於1971年11月7日締結為姊妹城市。[10]
- 太宰府市（福岡縣）：在奈良時代，在現今太宰府市曾設有大宰府作為日本中央朝廷管理九州以及外交事務的中心，在當時大宰府就相當於奈良對外國的窗口；兩地在2002年6月27日締結為交流城市。[11]
- 宇佐市（大分縣：兩地於2004年7月30日締結為友好城市。[12]
- 多賀城市（宮城縣）：在奈良時代，在現今多賀城市的多賀城為當時日本中央朝廷管理東北的主要據點；兩地在2010年2月6日締結為友好都市。[13]

### 國外
- 慶州市（大韓民國慶尚北道）：兩地於1970年4月15日締結為姊妹城市。[14]
- 托萊多（西班牙卡斯蒂利亚-拉曼恰托萊多省）：兩地於1972年9月11日締結為姊妹城市。[15]
- 西安市（中华人民共和国陕西省）：兩地於1974年2月1日締結為友好城市。[16]
- 凡尔赛（法國法蘭西島大區伊夫林省）：兩地於1986年11月14日締結為姊妹城市。[17]
- 堪培拉（澳大利亞首都领地）：兩地於1993年10月26日締結為姊妹城市。[18]
- 扬州市（中华人民共和国江苏省）：兩地於2010年2月20日締結為友好城市。[19]